# Fußball-Weltmeisterschaft 2022
Die Endrunde der Fußball-Weltmeisterschaft 2022 (englisch FIFA World Cup Qatar 2022, arabisch كأس العالم ۲۰۲۲, DMG Kaʾs al-ʿālam 2022) war die 22. Austragung des bedeutendsten Turniers für Fußballnationalmannschaften und fand vom 20. November 2022 bis zum 18. Dezember 2022 im arabischen Golfstaat Katar statt.
Weltmeister wurde zum dritten Mal Argentinien, das im Endspiel Titelverteidiger Frankreich im Elfmeterschießen besiegte. Mit dem Sieg der argentinischen Nationalmannschaft ging der WM-Titel erstmals seit 2002 wieder an eine südamerikanische Mannschaft. Dritter wurde der amtierende Vize-Weltmeister Kroatien im Spiel um Platz 3 gegen die Nationalmannschaft Marokkos, die mit dem vierten Platz die bisher beste Platzierung einer afrikanischen Nationalmannschaft in der WM-Geschichte errang. Gastgeber Katar schied nach drei Niederlagen ohne Punktgewinn bereits nach der Gruppenphase aus und erreichte so das bisher schlechteste Ergebnis eines WM-Gastgebers. Auch Deutschland scheiterte, wie bereits vier Jahre zuvor, in der Gruppenphase. Die Schweiz schied im Achtelfinale aus, Österreich und der amtierende Europameister Italien waren bereits in der Qualifikation gescheitert.
Nachdem die Vergabe der Weltmeisterschaft an Katar von Anfang an von Bestechungsvorwürfen begleitet worden war, brachten spätestens Enthüllungen 2020 deutliche Hinweise auf den Kauf von Stimmen von FIFA-Funktionären für die Vergabe der WM an Katar. Im März 2015 wurde endgültig entschieden, dass das Turnier wegen der großen Sommerhitze auf der Arabischen Halbinsel erstmals gegen Jahresende stattfindet.
Kritik am Gastgeber entstand im Vorfeld der WM vor allem wegen schwerwiegender Verletzungen der Menschenrechte im Land. Im Februar 2021 nannte die britische Tageszeitung The Guardian die Zahl von 6500 gestorbenen Arbeitsmigranten aus fünf Ländern seit Vergabe der Weltmeisterschaft im Jahr 2010 – Amnesty International veröffentlichte im August 2021 einen Bericht, nach dem 15.021 Nicht-Katarer zwischen 2010 und 2019 gestorben sind, wobei 70 % der Todesfälle nicht richtig aufgeklärt wurden. Bei beiden Statistiken ist jedoch nicht bekannt, wie viele dieser Todesfälle im Zusammenhang mit dem Bau von WM-Infrastrukturprojekten standen. Während der Vorrunde gestand der Generalsekretär des WM-Organisationskomitees in Katar Hassan al-Thawadi erstmals „zwischen 400 und 500“ Todesfälle bei Arbeiten im Zusammenhang mit der WM. Unabhängig von den Todesfällen wurde auch Katars niedrige, teilweise vollständig ausbleibende Bezahlung der Arbeiter, deren Unterbringung und Versorgung kritisiert. Weitere Kritikpunkte am Gastgeber Katar sind insbesondere die Diskriminierung Homosexueller, Katars fehlende international bedeutsame Fußballtradition, die Änderung des Turnierzeitpunkts von Sommer auf Winter, die klimatisierten Stadien mitten in der Wüste in Zeiten des Klimawandels und Katars angebliche Unterstützung von Terrorgruppen.
Für das einmonatige Fußballturnier erwartete Katar – eine Nation mit einer Gesamtbevölkerung von drei Millionen – mehr als 1,2 Millionen Besucher. Laut den Veranstaltern waren vor der WM drei Millionen Tickets verkauft worden. Die 64 Spiele fanden in und nahe der Hauptstadt Doha in acht Stadien statt, die nicht weiter als 68 Kilometer voneinander entfernt liegen.
Mit 172 erzielten Toren übertraf diese Weltmeisterschaft die Endrunden der Jahre 1998 und 2014 (jeweils 171 Treffer) und war damit die torreichste WM-Endrunde der Geschichte.

## Vergabe

Logo der Bewerbung Katars

### Ablauf
Das Exekutivkomitee der FIFA hatte am 19. Dezember 2008 während seiner Sitzung in Tokio beschlossen, die beiden Weltmeisterschaften 2018 und 2022 gleichzeitig zu vergeben. Die Frist für die Mitgliedsverbände zur Bekundung ihres Interesses an der Ausrichtung endete am 2. Februar 2009. Für die beiden Turniere gingen elf Bewerbungen aus 13 Ländern ein. Dem 2007 modifizierten Rotationsverfahren entsprechend, war für das Turnier 2022 der Kontinentalverband, in dem die vorletzte Weltmeisterschaft stattgefunden hat (Südamerika mit Brasilien 2014), von der Bewerbung ausgeschlossen. Bis zur Vergabe zogen alle europäischen Bewerber für die Weltmeisterschaft 2022 ihre Kandidatur zurück und konzentrierten ihre Bewerbungen auf das Turnier 2018. Die Bewerbung aus Indonesien wurde von der FIFA abgelehnt, da die geforderten Unterlagen und Garantien nicht eingereicht wurden. Der mexikanische Verband zog am 28. September 2009 seine Bewerbung aufgrund der ungeklärten Finanzierung zurück.
Den Gastgeber der WM 2022 gab die FIFA am 2. Dezember 2010 in Zürich bekannt. Dabei setzte sich Katar gegen die Mitbewerber aus den USA, Südkorea, Japan und Australien durch.
| Bewerber   | 1. Runde | 2. Runde | 3. Runde | 4. Runde | Bemerkung                         |
| ---------- | -------- | -------- | -------- | -------- | --------------------------------- |
| Katar      | 11       | 10       | 11       | 14       | –                                 |
| USA        | 3        | 5        | 6        | 8        | Ausrichter der WM 1994            |
| Südkorea   | 4        | 5        | 5        | –        | Gemeinsame Ausrichter der WM 2002 |
| Japan      | 3        | 2        | –        | –        | Gemeinsame Ausrichter der WM 2002 |
| Australien | 1        | –        | –        | –        | –                                 |

Anmerkung: Es war eine absolute Mehrheit erforderlich, welche zwölf Stimmen entsprach. Bis diese erreicht wurde, schied pro Runde der Bewerber mit den wenigsten Stimmen aus.
Die Endrunde ist mit 29 Tagen die kürzeste seit der WM 1978, die über 25 Tage ausgetragen wurde. Dies wurde möglich, weil an allen Gruppenspieltagen (mit Ausnahme der ersten zwei Tage) vier statt zuvor drei Spiele angesetzt wurden und zwischen den letzten Gruppenspielen und dem Achtelfinale kein Tag Pause lag. Im Mai 2019 legte der FIFA-Rat für das Turnier die Teilnehmerzahl auf 32 fest, was den vorherigen Turnieren entspricht. Die Pläne, erstmals mit 48 Mannschaften zu spielen, wurden somit verworfen.

### Korruptionsvorwürfe bei der WM-Vergabe
Über die WM-Vergabe entschieden die 24 Mitglieder des FIFA-Exekutivkomitees. Nach den Bekundungen eines Ausschussmitglieds der Sektion Südamerika sollen weit im Vorfeld der Katar-Bewerbung schon Stimmen gekauft worden sein. Zwei Mitglieder des FIFA-Exekutivkomitees, Reynald Temarii (Tahiti) und Amos Adamu (Nigeria), wurden dabei von der englischen Wochenzeitung The Sunday Times mit versteckter Kamera gefilmt, wie sie ihre Stimmen für die WM-Vergabe zum Kauf anboten, und wurden schon vor der Abstimmung gesperrt. In einem seiner ersten Interviews nach der Vergabe der Fußball-Weltmeisterschaften an Russland und Katar bestritt Sepp Blatter die vorgebrachten Vorwürfe bezüglich Korruption und Intransparenz beim Abstimmungsverfahren vehement. Zahlreiche Mitglieder des Exekutivkomitees standen in den Folgejahren im Zentrum von Korruptionsermittlungen, wurden verhaftet oder waren zurücktreten. Von den 22 Wahlmännern bei der WM-Vergabe 2010 waren 2017 nur noch zwei im FIFA-Amt, Ángel María Villar und Hany Abo Rida. María Villar trat am 27. Juli 2017 kurz nach seiner Suspension durch den spanischen Fußballverband zurück; Abo Rida ist als einziger bis heute im Amt (im mittlerweile umbenannten FIFA-Rat).
Am 1. Juni 2014 erhärtete sich der Korruptionsverdacht, als laut Sunday Times mehrere Millionen US-Dollar gezahlt worden seien, um eine Abstimmung zugunsten Katars herbeizuführen. Die Zeitung will im Besitz konkreter Beweismittel sein. Auch gegen den ursprünglichen Mitbewerber aus Australien wurden vom Sydney Morning Herald Bestechungsvorwürfe erhoben.
Anfang Mai 2020 brachten New Yorker Enthüllungen ans Licht, dass die Stimmen dreier FIFA-Funktionäre, darunter Ricardo Teixeira und Nicolás Leoz, gekauft wurden, um für Katar abzustimmen. Ohne diese drei Stimmen hätte es 11:11 unentschieden gestanden, wodurch der FIFA-Chef den Ausschlag gegeben hätte. Da Sepp Blatter für die USA als Ausrichter gestimmt hatte, wäre die WM dorthin vergeben worden. Trotz der Beweislage wurde Katar die WM nicht wieder entzogen. Der Bau der Stadien war schon zu weit fortgeschritten; so hätte es milliardenschwere Schadensersatzforderungen an die FIFA gegeben. Ohnehin hatten die USA durch die gewonnene Ausrichtung der WM 2026 kaum Interesse an einer Klage. Blatter sagte daher in einem ARD-Interview: „Die WM wird in Katar gespielt.“ Ein weiterer Grund sei laut der Whistleblowerin Bonita Mersiades, 2010 Teil der australischen Delegation, dass vor der Vergabe alle Nationen zumindest versucht hätten, Stimmen zu kaufen.
Im November 2022 brachten die ZDF-Dokumentationen Geheimsache Katar und Die Skandal-WM – Wie Katar den Fußball kauft neue Hinweise auf Korruption bei der WM-Vergabe. Im Zentrum steht ein Treffen zwischen dem damaligen französischen Präsidenten Nicolas Sarkozy, Scheich Tamim bin Hamad Al Thani (Emir von Katar), Hamad ibn Dschasim ibn Dschabr Al Thani (damaliger Premierminister Katars) und Michel Platini (UEFA-Chef und Mitglied des FIFA-Exekutivkomitees) am 23. November 2010 im Élysée-Palast, neun Tage vor der WM-Vergabe. Hatte sich Platini vor dem Treffen noch für die USA ausgesprochen, stimmte er bei der Vergabe für Katar; auch Sarkozy äußerte nach dem Sieg Katars seine große Freude. Wie die später veröffentlichte Tagesordnung zeigt, wurden bei dem Treffen die WM-Kandidatur Katars, die Beziehungen zu Frankreich und der Verkauf französischer Kampfflugzeuge vom Typ Rafale an das Land besprochen. Die Dokumentation stellt einen Zusammenhang her zwischen Platinis Stimme, dem Kauf von 24 Flugzeugen für 6,3 Milliarden Euro sowie dem Kauf des hochverschuldeten Fußballvereins Paris Saint-Germain durch Katar im Folgejahr. Durch den Einfluss Platinis auf drei andere Mitglieder des Exekutivkomitees habe man so bis zu vier Stimmen gewinnen können. Des Weiteren gibt es Hinweise, dass Katar in den folgenden Jahren vieles unternommen habe, um sich die Unterstützung des europäischen Fußballs für diese WM zu sichern. So lud man im Februar 2013 die Mitglieder der European Club Association (unter dem Vorsitzenden Karl-Heinz Rummenigge) zu einem Luxusaufenthalt ins Fünf-Sterne-Hotel The St. Regis in Doha ein. Rummenigge und weitere äußerten sich nach der Rückkehr sehr wohlwollend über die WM in Katar. Zudem wurden in Rummenigges Gepäck zwei unverzollte Rolex-Uhren im Wert von etwa 90.000 Euro durch den deutschen Zoll am Flughafen München beschlagnahmt; eine Strafe in Höhe von 250.000 Euro wurde für Rummenigge angeordnet. Die Uhren sind laut Rummenigge das Geschenk eines Freundes, nicht der Katarer. Des Weiteren wurde der Kauf von Fernsehrechten an europäischen Fußballligen durch den katarischen Fernsehsender beIN Sports unter die Lupe genommen. In diesem Zusammenhang wurde berichtet, dass beIN Sports in den Folgejahren nach der WM-Vergabe für überhöhte Summen Fernsehrechte an europäischen Fußballligen gekauft habe; so wurden 40 Millionen Euro für die Bundesliga bezahlt, während die bezahlte Summe zuvor bei 11 Millionen pro Saison gelegen haben. In beiden Dokumentationen wird betont, dass es zwar viele Hinweise auf ein komplexes System an finanziellen Verflechtungen gebe, jedoch keine Beweise.

## Spielorte

### Übersicht
| ar-Rayyan                     | ar-Rayyan                  | ar-Rayyan                     |
| ----------------------------- | -------------------------- | ----------------------------- |
| Ahmed bin Ali Stadium         | Education City Stadium     | Khalifa International Stadium |
| Kapazität: 45.032 (erweitert) | Kapazität: 44.667 (Neubau) | Kapazität: 45.857 (renoviert) |
|                               |                            |                               |
| al-Chaur                      |                            | Lusail                        |
| al-Bayt-Stadion               | Lusail Iconic Stadium      |                               |
| Kapazität: 68.895 (Neubau)    | Kapazität: 88.966 (Neubau) |                               |
|                               |                            |                               |
| al-Wakra                      | Doha                       | Doha                          |
| al-Janoub-Stadion             | Stadium 974                | al-Thumama-Stadion            |
| Kapazität: 44.325 (Neubau)    | Kapazität: 44.089 (Neubau) | Kapazität: 44.400 (Neubau)    |
|                               |                            |                               |

### Planung und Bau
Für die WM 2022 waren laut den Bewerbungsunterlagen der FIFA mindestens zwölf Stadien als Austragungsorte vorgesehen. Katar gab in der Folge eine Bewerbung mit zwölf Spielorten ab; nach der Vergabe der WM-Endrunde im Dezember 2010 durch die FIFA kam noch ein weiteres, bis dahin nicht genanntes Stadion als Spielort in Betracht. Aufgrund der heftigen Kritik, dass zwölf große Fußballstadien für ein so kleines Land zu viel seien, wurde die Anzahl der WM-Stadien mit Zustimmung der FIFA auf acht reduziert. Von acht WM-Stadien wurden sechs Stadien komplett neu gebaut, zwei wurden ausgebaut und renoviert.
Scheich Mohammed Hamad bin Chalifa Al Thani, der Mentor der WM-Bewerbung, hat das Frankfurter Planungsbüro Albert Speer & Partner GmbH (AS&P) und seine Partner beauftragt, die Planungen zu erarbeiten. Wegen der hohen Temperaturen müssen die Stadien temperiert werden. Die Neubauten werden in modularer Bauweise erstellt, d. h., sie können nach der WM zurückgebaut und verkleinert oder ganz abgebaut und woanders neu aufgestellt werden.

### Infrastruktur und Crowd-Management
Zwei Stadien entstanden in der Hauptstadt Doha, die sechs weiteren Stadien verteilen sich in Städten der näheren Umgebung, so dass nur relativ kurze Entfernungen zwischen den Sportanlagen zu bewältigen sind. Die längste Distanz zwischen zwei Stadien in Katar beträgt 55 Kilometer – die kürzeste fünf Kilometer. Alle Stadien wurden an das Stadtbahnsystem (das Light Railway System, dessen Kern die Doha Metro bildet) angeschlossen. Die Organisatoren planen, dass 30 bis 50 Prozent der Besucher mit dieser Bahn in die Stadien fahren werden.
Daneben stehen mehrere tausend Busse, Taxis und Uber-Fahrer in Katar bereit. Die katarische Busgesellschaft rechnet nach eigenen Angaben mit 50.000 Passagieren pro Tag.
Das Investitionsvolumen für die acht Spielstätten wird auf etwa 2,87 Milliarden bis 4 Milliarden US-Dollar geschätzt. Das Gesamtinvestitionsvolumen für die Ausrichtung der Weltmeisterschaft wird mit bis zu 50 Milliarden US-Dollar beziffert. Das Projekt soll auch im Gesamtrahmen der Entwicklung Katars – und hier insbesondere des Ballungsraums Doha – zu einem modernen Siedlungsraum große Schubkraft entwickeln. Dies soll positive Impulse für die infrastrukturelle und baulichen Entwicklung des Raums (siehe The Pearl, Lusail, Doha Metro) geben.
Für das einmonatige Fußballturnier erwartet Katar – eine Nation mit einer Gesamtbevölkerung von drei Millionen – mehr als 1,2 Millionen Besucher. Laut den Veranstaltern sind vor der WM drei Millionen Tickets verkauft worden. Aufgrund der begrenzten Anzahl der Hotels für die während der WM anreisenden Gäste stehen bei Doha drei Kreuzfahrtschiffe als Hotelersatz zur Verfügung. Die Organisatoren rechnen mit täglich bis zu 200.000 Menschen, die mit Shuttleflügen nach Katar und zurück reisen werden. Die katarische Luftfahrtbehörde erklärte, sie sei auf 100 Abflüge und Landungen pro Stunde vorbereitet. Damit Flughäfen und Stadtverkehr nicht zusammenbrechen, hat das Emirat ein striktes Einreiselimit für Touristen ohne WM-Tickets verhängt. In der Vorrunde, wenn täglich bis zu vier Spiele stattfinden, werden mitunter mehr als 180.000 Menschen zwischen vier Stadien unterwegs sein. Eigenen Angaben zufolge hat das WM-Organisationskomitee mit dem Metrobetreiber Qatar Rail „detaillierte Crowd-Management-Pläne entwickelt“, um einen sicheren und effizienten Transfer zwischen den Metrolinien sicherzustellen.

### Ausbeutung und Umweltaspekte
Amnesty International und verschiedene Medien berichteten von massiven Menschenrechtsverletzungen und der Ausbeutung von Arbeitern während der Bauarbeiten. Zahlreiche Arbeiter kamen dabei ums Leben (siehe Abschnitt Menschenrechtslage).
Für Kritik sorgten neben Umweltaspekten wie Stadien-Klimatisierungen mitten in der Wüste die zu einem großen Teil komplett neu zu errichtenden Stadien und Infrastruktur, währenddessen es in vielen anderen Ländern bereits bestehende Stadien und Infrastruktur gab, sowie die offene Frage der weiteren Nutzung der Stadien nach der WM. Zudem sind umweltbelastende Pendelflüge für Zuschauer in angrenzende Staaten notwendig, da nicht alle in Katar untergebracht werden können.

## Anstoßzeiten
Bei dieser Weltmeisterschaft standen dreizehn statt wie bisher 15 Tage für die Durchführung der Gruppenphase zur Verfügung. Wie die FIFA am 15. Juli 2020 bekannt gab, wurden während der Gruppenphase jeweils vier Spiele pro Tag ausgetragen, zwei Spiele je Gruppe. Am 1. und 2. Spieltag begannen die Spiele jeweils um 11:00 Uhr, 14:00 Uhr, 17:00 Uhr und 20:00 Uhr MEZ (Ortszeit jeweils zwei Stunden später). Nachdem der WM-Start im August 2022 um einen Tag vorverlegt worden war, gab es am 20. November nur das Eröffnungsspiel um 17:00 Uhr und am 21. November nur drei statt vier Spiele (ab 14:00 Uhr). Die restlichen Spieltermine waren von der Änderung nicht betroffen.
Am 3. Spieltag fanden die beiden Spiele einer Gruppe gleichzeitig statt. Die Spiele wurden um 16:00 Uhr und 20:00 Uhr MEZ angepfiffen. Dies waren auch die Anstoßzeiten für alle Spiele der K.-o.-Runde. Das WM-Finale fand schließlich am 18. Dezember 2022 um 16:00 Uhr MEZ im Lusail Iconic Stadium statt.

## Qualifikation und Teilnehmer

### Überblick

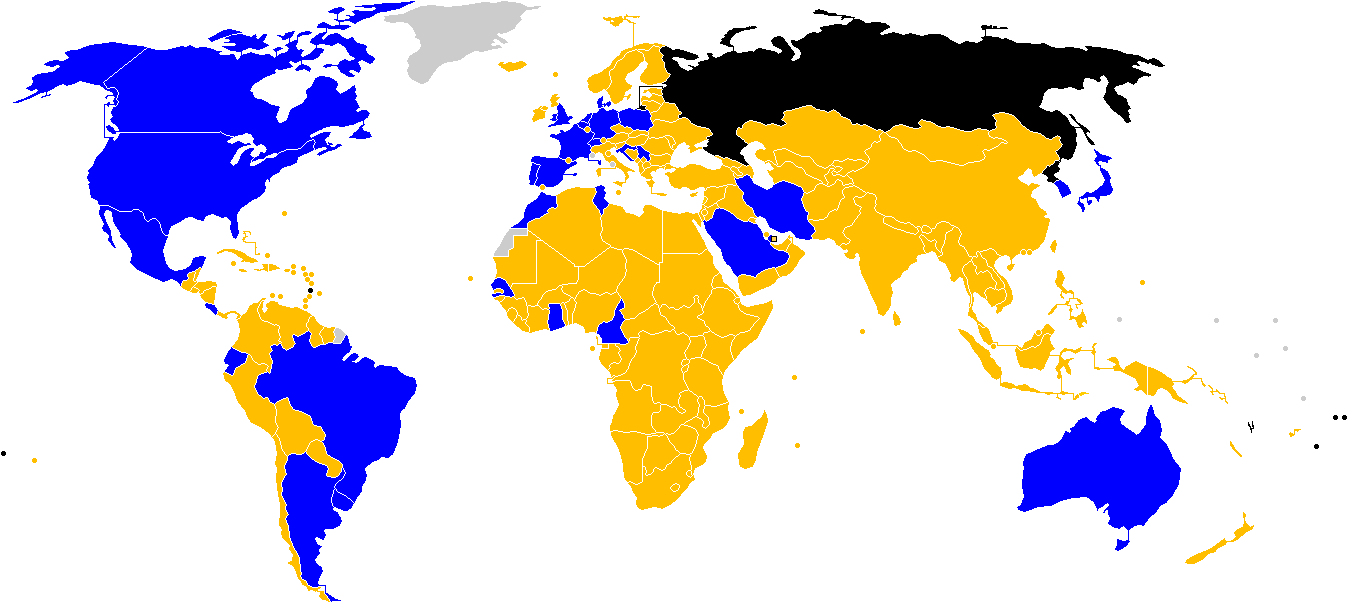
Qualifiziert
Nicht qualifiziert
Zurückgezogen oder suspendiert
Kein FIFA-Mitglied

An der Endrunde der Weltmeisterschaft nehmen 32 Mannschaften teil. Die Startplätze wurden innerhalb der sechs Kontinentalverbände durch Qualifikationsturniere sowie durch interkontinentale Entscheidungsspiele vergeben. Der Gastgeber Katar war automatisch qualifiziert. Die russische Mannschaft wurde nach dem Überfall auf die Ukraine 2022 von der FIFA ausgeschlossen und durfte die Qualifikation nicht zu Ende spielen.
Die Verteilung der Startplätze blieb unverändert zu den Turnieren von 2014 und 2018:
- Afrika (CAF): 5
- Asien (AFC inkl. Australien): 4,5*
- Europa (UEFA): 13
- Nord-, Mittelamerika und Karibik (CONCACAF): 3,5*
- Ozeanien (OFC): 0,5*
- Südamerika (CONMEBOL): 4,5*
- Gastgeber: 1 (AFC)

 * Halbe Plätze bedeuten, dass sich eine (zusätzliche) Mannschaft über interkontinentale Entscheidungsspiele qualifizieren konnte.

### Endrundenteilnehmer
| 06 AFC (Asien) (inklusive Gastgeber)             | Australien  | Iran      | Japan       | Katar   | Saudi-Arabien | Südkorea |             |
| 05 CAF (Afrika)                                  | Ghana       | Kamerun   | Marokko     | Senegal | Tunesien      |          |             |
| 04 CONMEBOL (Südamerika)                         | Argentinien | Brasilien | Ecuador     | Uruguay |               |          |             |
| 04 CONCACAF (Nord-, Mittelamerika und Karibik)   | Costa Rica  | Kanada    | Mexiko      | USA     |               |          |             |
| 13 UEFA (Europa) (darunter der Titelverteidiger) | Belgien     | Dänemark  | Deutschland | England | Frankreich    | Kroatien | Niederlande |
| 13 UEFA (Europa) (darunter der Titelverteidiger) | Polen       | Portugal  | Schweiz     | Serbien | Spanien       | Wales    |             |

Damit hatten sich die aktuellen Gewinner der Kontinentalmeisterschaften Afrikas (Senegal, 2022), Asiens (Katar, 2019), Nordamerikas (USA, 2021) und Südamerikas (Argentinien, 2021) qualifiziert, die von Europa (Italien, 2021) und Ozeanien (Neuseeland, 2016) dagegen nicht.

## Kader und Auswechslungen
Am 23. Juni 2022 legte die FIFA fest, dass die Kader wegen des ungewöhnlichen Zeitpunkts der WM und möglicher Auswirkungen der COVID-19-Pandemie aus mindestens 23 und maximal 26 Spielern (darunter drei Torhüter) bestehen und eine vorläufige Liste statt 35 nun 55 Spieler enthalten kann. Beim Turnier können bis zu 15 Einwechselspieler auf der Bank sitzen. Es wurden die Rückennummern 1 bis 26 vergeben. Meldeschluss war am 14. November, die FIFA veröffentlichte die Listen einen Tag darauf. Eine Änderung am Kader konnte nur noch dann vorgenommen werden, wenn ein Spieler sich mindestens 24 Stunden vor dem ersten Spiel seiner Mannschaft schwer verletzt oder er schwer erkrankt.
Während der regulären Spielzeit konnten bis zu fünf Wechsel bei maximal drei Spielunterbrechungen unternommen werden, in einer Verlängerung kam ein sechster Wechsel hinzu. Dass es im Finale auf Seiten der Franzosen sogar zu einer siebten Auswechslung kam, lag daran, dass bei Adrien Rabiot (96.) der Verdacht einer Gehirnerschütterung im Raum stand.

## Regelwerk und Modus
In der Gruppenphase gab es acht Gruppen mit je vier Teilnehmern. Innerhalb der Gruppen spielte jede Mannschaft gegen jede. Der Sieger jeder Begegnung erhielt drei Punkte, der Verlierer keinen, bei einem Unentschieden erhielt jeder einen Punkt.
Die Reihenfolge in jeder Gruppe wurde wie folgt bestimmt:
a) Anzahl Punkte aus allen Gruppenspielen
b) Tordifferenz aus allen Gruppenspielen
c) Anzahl der in allen Gruppenspielen erzielten Tore
Wenn zwei oder mehr Teams aufgrund der drei erwähnten Kriterien gleich abschneiden, wurde ihre Platzierung gemäß folgenden Kriterien ermittelt:
d) Anzahl Punkte aus den Direktbegegnungen der punktgleichen Teams in den Gruppenspielen
e) Tordifferenz aus den Direktbegegnungen der punktgleichen Teams in den Gruppenspielen
f) Anzahl der in den Direktbegegnungen der punktgleichen Teams in den Gruppenspielen erzielten Tore
g) Fair-Play-Wertung, ermittelt anhand der Anzahl gelber und roter Karten in allen Gruppenspielen mit folgenden Abzügen:
- Gelbe Karte: minus 1 Punkt
- Gelb-Rote Karte: minus 3 Punkte
- Rote Karte: minus 4 Punkte
- Gelbe und Rote Karte: minus 5 Punkte

Für einen Spieler war pro Spiel nur einer der obigen Abzüge möglich.
h) Losentscheid durch die FIFA-Organisationskommission

## Gruppenphase

### Auslosung der Vorrundengruppen
Die Auslosung der acht Vorrundengruppen, auf die die 32 qualifizierten Mannschaften (Qualifikanten) verteilt worden sind, erfolgte am 1. April 2022 in Doha.
Vor der Auslosung wurden die 32 Qualifikanten vier Töpfen zugeteilt. Somit befanden sich in jedem Topf acht Mannschaften. Die Zuteilung ergab sich aus den Platzierungen der Qualifikanten in der FIFA-Weltrangliste mit Stand vom 31. März 2022. Topf 1 beinhaltete die Nationalmannschaft des Gastgebers (Katar) sowie die sieben in der Weltrangliste höchstplatzierten Qualifikanten. In Topf 2 befanden sich die qualifizierten Teams, die in der FIFA-Weltrangliste die nachfolgend acht Platzierungen innehaben. Das Gleiche galt für Topf 3. In Topf 4 befanden sich somit jene fünf Teams, die die niedrigsten Wertungen in der FIFA-Weltrangliste unter allen Qualifikanten aufweisen. Für die drei zum Zeitpunkt der Auslosung noch nicht bestimmten Endrundenteilnehmer (aus den Interkontinentalen Play-offs und dem einen Europa-Play-off-Finale) waren die drei restlichen Plätze in Topf 4 vorgesehen. Damit lautete die Zusammensetzung der vier Lostöpfe wie folgt (FIFA-Rang in Klammern):
| Topf 1 | Topf 2 | Topf 3                                                                                             | Topf 4 |
| --- | --- | -------------------------------------------------------------------------------------------------- | --- |
| Katar (51, Gastgeber) Brasilien (1) Belgien (2) Frankreich (3, Titelverteidiger) Argentinien (4) England (5) Spanien (7) Portugal (8) | Mexiko (9) Niederlande (10) Dänemark (11) Deutschland (12) Uruguay (13) Schweiz (14) USA (15) Kroatien (16) | Senegal (20) Iran (21) Japan (23) Marokko (24) Serbien (25) Polen (26) Südkorea (29) Tunesien (35) | Kamerun (37) Kanada (38) Ecuador (46) Saudi-Arabien (49) Ghana (60) Australien (42) 1 Costa Rica (31) 2 Wales (18) 3 |

Jede Vorrundengruppe setzt sich aus je einem Team der vier Töpfe zusammen. Bei der Auslosung einer Vorrundengruppe wurde somit je eine Mannschaft aus einem Topf gezogen. Mannschaften desselben Kontinentalverbandes konnten, mit Ausnahme der Mitglieder des UEFA-Verbandes (mit maximal zwei Mannschaften), nicht in dieselbe Vorrundengruppe gelost werden. Daher entstanden fünf Gruppen mit je zwei Kontrahenten des europäischen Verbandes (B, D, E, F und G). Die Mannschaften aus Topf 1 blieben als Gruppenkopf stehen, die Positionen der jeweils drei übrigen wurde zur Festlegung der Partien separat gelost, sodass z. B. Deutschland und die Schweiz aus Topf 2 gezogen wurden und innerhalb ihrer Gruppen auf Position 3 landeten.
Vor der Auslosung wurde an die seit der letzten WM verstorbenen Weltmeister Gordon Banks, Diego Maradona, Gerd Müller und Paolo Rossi erinnert.

### Gruppe A
| Pl. | Land        | Sp. | S | U | N | Tore    | Diff. | Punkte |
| --- | ----------- | --- | - | - | - | ------- | ----- | ------ |
| 1.  | Niederlande | 3   | 2 | 1 | 0 | 005:100 | +4    | 07     |
| 2.  | Senegal     | 3   | 2 | 0 | 1 | 005:400 | +1    | 06     |
| 3.  | Ecuador     | 3   | 1 | 1 | 1 | 004:300 | +1    | 04     |
| 4.  | Katar       | 3   | 0 | 0 | 3 | 001:700 | −6    | 0      |

|                                                                                                  |   |             |           |
| So., 20. November 2022 um 19:00 Uhr (17:00 Uhr MEZ) in al-Chaur (al-Bayt-Stadion)                |   |             |           |
| Katar                                                                                            | – | Ecuador     | 0:2 (0:2) |
| Mo., 21. November 2022 um 19:00 Uhr (17:00 Uhr MEZ) in Doha (al-Thumama-Stadion)                 |   |             |           |
| Senegal                                                                                          | – | Niederlande | 0:2 (0:0) |
| Fr., 25. November 2022 um 16:00 Uhr (14:00 Uhr MEZ) in Doha (al-Thumama-Stadion)                 |   |             |           |
| Katar                                                                                            | – | Senegal     | 1:3 (0:1) |
| Fr., 25. November 2022 um 19:00 Uhr (17:00 Uhr MEZ) in ar-Rayyan (Khalifa International Stadium) |   |             |           |
| Niederlande                                                                                      | – | Ecuador     | 1:1 (1:0) |
| Di., 29. November 2022 um 18:00 Uhr (16:00 Uhr MEZ) in al-Chaur (al-Bayt-Stadion)                |   |             |           |
| Niederlande                                                                                      | – | Katar       | 2:0 (1:0) |
| Di., 29. November 2022 um 18:00 Uhr (16:00 Uhr MEZ) in ar-Rayyan (Khalifa International Stadium) |   |             |           |
| Ecuador                                                                                          | – | Senegal     | 1:2 (0:1) |

Gruppensieger in Gruppe A wurden die favorisierten Niederlande. Mit zwei sicheren Siegen gegen den Senegal und den Gastgeber Katar sowie einem Unentschieden trotz früher Führung durch Cody Gakpo gegen Ecuador sicherte sich die "Elftal" den Gruppensieg.
Gruppenzweiter wurde die Mannschaft des Senegal. Nach der Auftaktniederlage gegen die Niederlande gewannen die Afrikaner deutlich gegen den Gastgeber Katar, ehe im entscheidenden Spiel um Platz 2 gegen Ecuador Kapitän Kalidou Koulibaly zwanzig MInuten vor Schluss den goldenen Treffer erzielte.
Ecuador schied knapp in der Gruppenphase aus. Nach dem Sieg im WM-Eröffnungsspiel gegen Katar, bei dem viele katarische Fans und Zuschauer frühzeitig das Stadion verließen, und einem Unentschieden gegen die Niederlange hätte gegen den Senegal ein Unentschieden gereicht, allerdings schied man mit der 1:2-Niederlage zum dritten Mal bei vier Teilnahmen an einer Weltmeisterschaft in der Vorrunde aus.

Die Gastgeber aus Katar, immerhin als amtierender Asienmeister angereist, spielten die schlechteste Weltmeisterschaft eines Gastgebers. Erst zum zweiten Mal (nach Südafrika 2010) schied das Gastgeberland in der Vorrunde aus und zum ersten Mal auch punktlos. Der eingebürgerte Ghanaer Mohammed Muntari sorgte mit dem zwischenzeitlichen 1:2 gegen den Senegal immerhin für das erste katarische WM-Tor.

### Gruppe B
| Pl. | Land    | Sp. | S | U | N | Tore    | Diff. | Punkte |
| --- | ------- | --- | - | - | - | ------- | ----- | ------ |
| 1.  | England | 3   | 2 | 1 | 0 | 009:200 | +7    | 07     |
| 2.  | USA     | 3   | 1 | 2 | 0 | 002:100 | +1    | 05     |
| 3.  | Iran    | 3   | 1 | 0 | 2 | 004:700 | −3    | 03     |
| 4.  | Wales   | 3   | 0 | 1 | 2 | 001:600 | −5    | 01     |

|                                                                                                  |   |         |           |
| Mo., 21. November 2022 um 16:00 Uhr (14:00 Uhr MEZ) in ar-Rayyan (Khalifa International Stadium) |   |         |           |
| England                                                                                          | – | Iran    | 6:2 (3:0) |
| Mo., 21. November 2022 um 22:00 Uhr (20:00 Uhr MEZ) in ar-Rayyan (Ahmed bin Ali Stadium)         |   |         |           |
| USA                                                                                              | – | Wales   | 1:1 (1:0) |
| Fr., 25. November 2022 um 13:00 Uhr (11:00 Uhr MEZ) in ar-Rayyan (Ahmed bin Ali Stadium)         |   |         |           |
| Wales                                                                                            | – | Iran    | 0:2 (0:0) |
| Fr., 25. November 2022 um 22:00 Uhr (20:00 Uhr MEZ) in al-Chaur (al-Bayt-Stadion)                |   |         |           |
| England                                                                                          | – | USA     | 0:0       |
| Di., 29. November 2022 um 22:00 Uhr (20:00 Uhr MEZ) in ar-Rayyan (Ahmed bin Ali Stadium)         |   |         |           |
| Wales                                                                                            | – | England | 0:3 (0:0) |
| Di., 29. November 2022 um 22:00 Uhr (20:00 Uhr MEZ) in Doha (al-Thumama-Stadion)                 |   |         |           |
| Iran                                                                                             | – | USA     | 0:1 (0:1) |

Die als einer der Topfavoriten angereiste englische Nationalmannschaft bewies direkt im ersten Spiel gegen den Iran ihre Qualitäten mit einem deutlichen 6:2-Erfolg. Nach einem torlosen Remis gegen die Vereinigten Staaten und einem erneut deutlichen Sieg im Nachbarschaftsduell gegen Wales wurden die Three Lions Gruppenerster.

Um Gruppenplatz zwei kämpften die beiden Mannschaften der USA und des Iran. Die Amerikaner spielten zum Auftakt zweimal Unentschieden (gegen Wales und England), während die Iraner sich nach ihrer Niederlage gegen England mit einem sehr späten 2:0-Sieg gegen die Waliser - beide Tore fielen tief in der Nachspielzeit - rehabilitierten. In einem somit entscheidenden, schon vor der WM als brisant angesehenen, Duell beider Teams am letzten Spieltag entschied Christian Pulisic vom FC Chelsea die Partie für die US-Amerikaner. Wales spielte bei seiner zweiten WM-Teilnahme nach 64 Jahren erfolgloser Qualifikationsbemühungen keine Rolle in der Gruppe.

### Gruppe C
| Pl. | Land          | Sp. | S | U | N | Tore    | Diff. | Punkte |
| --- | ------------- | --- | - | - | - | ------- | ----- | ------ |
| 1.  | Argentinien   | 3   | 2 | 0 | 1 | 005:200 | +3    | 06     |
| 2.  | Polen         | 3   | 1 | 1 | 1 | 002:200 | ±0    | 04     |
| 3.  | Mexiko        | 3   | 1 | 1 | 1 | 002:300 | −1    | 04     |
| 4.  | Saudi-Arabien | 3   | 1 | 0 | 2 | 003:500 | −2    | 03     |

|                                                                                           |   |               |           |
| Di., 22. November 2022 um 13:00 Uhr (11:00 Uhr MEZ) in Lusail (Lusail Iconic Stadium)     |   |               |           |
| Argentinien                                                                               | – | Saudi-Arabien | 1:2 (1:0) |
| Di., 22. November 2022 um 19:00 Uhr (17:00 Uhr MEZ) in Doha (Stadium 974)                 |   |               |           |
| Mexiko                                                                                    | – | Polen         | 0:0       |
| Sa., 26. November 2022 um 16:00 Uhr (14:00 Uhr MEZ) in ar-Rayyan (Education City Stadium) |   |               |           |
| Polen                                                                                     | – | Saudi-Arabien | 2:0 (1:0) |
| Sa., 26. November 2022 um 22:00 Uhr (20:00 Uhr MEZ) in Lusail (Lusail Iconic Stadium)     |   |               |           |
| Argentinien                                                                               | – | Mexiko        | 2:0 (0:0) |
| Mi., 30. November 2022 um 22:00 Uhr (20:00 Uhr MEZ) in Doha (Stadium 974)                 |   |               |           |
| Polen                                                                                     | – | Argentinien   | 0:2 (0:0) |
| Mi., 30. November 2022 um 22:00 Uhr (20:00 Uhr MEZ) in Lusail (Lusail Iconic Stadium)     |   |               |           |
| Saudi-Arabien                                                                             | – | Mexiko        | 1:2 (0:0) |

Der spätere Weltmeister aus Argentinien verlor überraschend sein Auftaktspiel gegen Saudi-Arabien. Trotz früher Führung durch Kapitän Lionel Messi drehten die Saudis die Partie in der zweiten Halbzeit. Dank zweier Siege in den zwei weiteren Gruppenspielen glückte dennoch der Gruppensieg.
Neben Argentinien qualifizierte sich Polen für das Achtelfinale. Den Polen reichte dabei ein Remis gegen Mexiko sowie ein 2:0-Erfolg gegen die Saudis und hatten dabei auch Glück, dass Mexiko im abschließenden Gruppenspiel gegen Saudi-Arabien in der Nachspielzeit noch den 2:1-Anschlusstreffer kassierte. Die Mexikaner schieden somit ganz knapp in der Gruppenphase aus.

Auch Saudi-Arabien hatte am letzten Spieltag noch die Chance, sich für da Achtelfinale zu qualifizieren, nach dem Auftaktsieg gegen die Albiceleste und der Niederlage gegen Polen reichte es aber auch gegen Mexiko nicht für einen Erfolg.

### Gruppe D
| Pl. | Land       | Sp. | S | U | N | Tore    | Diff. | Punkte |
| --- | ---------- | --- | - | - | - | ------- | ----- | ------ |
| 1.  | Frankreich | 3   | 2 | 0 | 1 | 006:300 | +3    | 06     |
| 2.  | Australien | 3   | 2 | 0 | 1 | 003:400 | −1    | 06     |
| 3.  | Tunesien   | 3   | 1 | 1 | 1 | 001:100 | ±0    | 04     |
| 4.  | Dänemark   | 3   | 0 | 1 | 2 | 001:300 | −2    | 01     |

|                                                                                           |   |            |           |
| Di., 22. November 2022 um 16:00 Uhr (14:00 Uhr MEZ) in ar-Rayyan (Education City Stadium) |   |            |           |
| Dänemark                                                                                  | – | Tunesien   | 0:0       |
| Di., 22. November 2022 um 22:00 Uhr (20:00 Uhr MEZ) in al-Wakra (al-Janoub-Stadion)       |   |            |           |
| Frankreich                                                                                | – | Australien | 4:1 (2:1) |
| Sa., 26. November 2022 um 13:00 Uhr (11:00 Uhr MEZ) in al-Wakra (al-Janoub-Stadion)       |   |            |           |
| Tunesien                                                                                  | – | Australien | 0:1 (0:1) |
| Sa., 26. November 2022 um 19:00 Uhr (17:00 Uhr MEZ) in Doha (Stadium 974)                 |   |            |           |
| Frankreich                                                                                | – | Dänemark   | 2:1 (0:0) |
| Mi., 30. November 2022 um 18:00 Uhr (16:00 Uhr MEZ) in ar-Rayyan (Education City Stadium) |   |            |           |
| Tunesien                                                                                  | – | Frankreich | 1:0 (0:0) |
| Mi., 30. November 2022 um 18:00 Uhr (16:00 Uhr MEZ) in al-Wakra (al-Janoub-Stadion)       |   |            |           |
| Australien                                                                                | – | Dänemark   | 1:0 (0:0) |

Der amtierende Weltmeister Frankreich startete mit zwei Siegen gegen Australien und Dänemark in das Turnier. Kylian Mbappe erzielte drei Tore in der Vorrunde. Das abschließende, für Frankreich bedeutungslose Spiel gegen Tunesien ging knapp mit 0:1 verloren, der mögliche späte Ausgleich von Griezmann wurde wegen Abseits nicht anerkannt.
Australien rehabilitierte sich nach der deutlichen Auftaktniederlage mit zwei knappen 1:0-Erfolgen gegen Tunesien und Dänemark. Im entscheidenden Gruppenspiel gegen Dänemark schoss der langjährige Bundesligaprofi Matthew Leckie seine Mannschaft in die K.-o.-Runde.

Tunesien und Dänemark trennten sich am ersten Spieltag voneinander mit einem torlosen Remis und unterlagen beide am zweiten Spieltag. Beide hatten zwar somit noch Chancen auf die K.-o.-Phase, waren aber auf Schützenhilfe des jeweiligen Gegners angewiesen. Trotz des tunesischen Erfolges gegen Frankreich war durch den Sieg der Australier das Aus beider Teams besiegelt.

### Gruppe E
| Pl. | Land        | Sp. | S | U | N | Tore    | Diff. | Punkte |
| --- | ----------- | --- | - | - | - | ------- | ----- | ------ |
| 1.  | Japan       | 3   | 2 | 0 | 1 | 004:300 | +1    | 06     |
| 2.  | Spanien     | 3   | 1 | 1 | 1 | 009:300 | +6    | 04     |
| 3.  | Deutschland | 3   | 1 | 1 | 1 | 006:500 | +1    | 04     |
| 4.  | Costa Rica  | 3   | 1 | 0 | 2 | 003:110 | −8    | 03     |

|                                                                                                  |   |             |           |
| Mi., 23. November 2022 um 16:00 Uhr (14:00 Uhr MEZ) in ar-Rayyan (Khalifa International Stadium) |   |             |           |
| Deutschland                                                                                      | – | Japan       | 1:2 (1:0) |
| Mi., 23. November 2022 um 19:00 Uhr (17:00 Uhr MEZ) in Doha (al-Thumama-Stadion)                 |   |             |           |
| Spanien                                                                                          | – | Costa Rica  | 7:0 (3:0) |
| So., 27. November 2022 um 13:00 Uhr (11:00 Uhr MEZ) in ar-Rayyan (Ahmed bin Ali Stadium)         |   |             |           |
| Japan                                                                                            | – | Costa Rica  | 0:1 (0:0) |
| So., 27. November 2022 um 22:00 Uhr (20:00 Uhr MEZ) in al-Chaur (al-Bayt-Stadion)                |   |             |           |
| Spanien                                                                                          | – | Deutschland | 1:1 (0:0) |
| Do., 1. Dezember 2022 um 22:00 Uhr (20:00 Uhr MEZ) in ar-Rayyan (Khalifa International Stadium)  |   |             |           |
| Japan                                                                                            | – | Spanien     | 2:1 (0:1) |
| Do., 1. Dezember 2022 um 22:00 Uhr (20:00 Uhr MEZ) in al-Chaur (al-Bayt-Stadion)                 |   |             |           |
| Costa Rica                                                                                       | – | Deutschland | 2:4 (0:1) |

Überraschung der Gruppe E waren die Japaner. Die mit vielen international spielenden Profis angereisten Ostasiaten waren nach der Auslosung maximal auf Platz 3 gesehen worden, überraschten aber durch zwei 2:1-Siege gegen die europäischen Mannschaften. Beide Male drehte man einen Halbzeitrückstand und konnte so, trotz einer ebenso überraschenden Niederlage gegen Costa Rica, Gruppensieger werden.
Spanien startete mit einem Offensivfeuerwerk und dem höchsten Sieg dieses Turniers gegen Costa Rica. In einem ansprechenden Spiel gegen Deutschland trennte man sich 1:1. Trotz der Niederlage gegen Japan reichte es für den zweiten Platz gegenüber der deutschen Elf, da man die bessere Tordifferenz aufwies.
Deutschland schied zum zweiten Mal in Folge und erst zum dritten Mal überhaupt (nach 1938 und 2018) in der Vorrunde aus. Nach der Auftaktniederlage gegen Japan trotz Führung und dem späten Remis gegen Spanien war ein deutlicher Sieg gegen Costa Rica Plicht. Zwischenzeitlich stand die deutsche Mannschaft auf Platz 2, nachdem die Japaner aber das Spiel gegen Spanien drehten, hätte nur ein Sieg mit acht Toren Differenz zum Weiterkommen gereicht. Die komplette Blamage - Costa Rica führte zwischenzeitlich 1:2 - konnte zwar spät abgewendet werden, das Ausscheiden aber nicht.

Die Mittelamerikaner, vor Turnierstart klarer Außenseiter in dieser Gruppe, hielten erstaunlich gut mit. Trotz der Auftaktklatsche gegen Spanien gewann man überraschend gegen Japan und hatte auch Deutschland lange zum Verzweifeln gebracht. Dennoch stand am Ende die schlechteste Tordifferenz des Turniers und der letzte Platz der Gruppe.

### Gruppe F
| Pl. | Land     | Sp. | S | U | N | Tore    | Diff. | Punkte |
| --- | -------- | --- | - | - | - | ------- | ----- | ------ |
| 1.  | Marokko  | 3   | 2 | 1 | 0 | 004:100 | +3    | 07     |
| 2.  | Kroatien | 3   | 1 | 2 | 0 | 004:100 | +3    | 05     |
| 3.  | Belgien  | 3   | 1 | 1 | 1 | 001:200 | −1    | 04     |
| 4.  | Kanada   | 3   | 0 | 0 | 3 | 002:700 | −5    | 0      |

|                                                                                                  |   |          |           |
| Mi., 23. November 2022 um 13:00 Uhr (11:00 Uhr MEZ) in al-Chaur (al-Bayt-Stadion)                |   |          |           |
| Marokko                                                                                          | – | Kroatien | 0:0       |
| Mi., 23. November 2022 um 22:00 Uhr (20:00 Uhr MEZ) in ar-Rayyan (Ahmed bin Ali Stadium)         |   |          |           |
| Belgien                                                                                          | – | Kanada   | 1:0 (1:0) |
| So., 27. November 2022 um 16:00 Uhr (14:00 Uhr MEZ) in Doha (al-Thumama-Stadion)                 |   |          |           |
| Belgien                                                                                          | – | Marokko  | 0:2 (0:0) |
| So., 27. November 2022 um 19:00 Uhr (17:00 Uhr MEZ) in ar-Rayyan (Khalifa International Stadium) |   |          |           |
| Kroatien                                                                                         | – | Kanada   | 4:1 (2:1) |
| Do., 1. Dezember 2022 um 18:00 Uhr (16:00 Uhr MEZ) in ar-Rayyan (Ahmed bin Ali Stadium)          |   |          |           |
| Kroatien                                                                                         | – | Belgien  | 0:0       |
| Do., 1. Dezember 2022 um 18:00 Uhr (16:00 Uhr MEZ) in Doha (al-Thumama-Stadion)                  |   |          |           |
| Kanada                                                                                           | – | Marokko  | 1:2 (1:2) |

Neben Japan war Marokko das zweite Überraschungsteam der Vorrunde. Erst zum zweiten Mal überhaupt schaffte man die Qualifikation für die K.-o.-Phase. Nach einem torlosen Remis gegen Vizeweltmeister Kroatien überraschte man die favorisierten Belgier mit 2:0 und gewann souverän gegen Kanada. Mittelfeldregisseur Hakim Ziyech wurde bei beiden zum "Man of the Match" gewählt.
Kroatien enttäuschte trotz weiterkommen in der Vorrunde weitgehend. Zwei torlose Remis und ein deutlicher Sieg gegen Kanada reichten zwar zum Weiterkommen, wenngleich Belgien in der zweiten Hälfte klar überlegen war und mehrere gute Torchancen nicht nutzen konnte.
Das zweite europäische Team, Belgien, enttäuschte ebenfalls. Die seit Jahren als Geheimfavoriten gehandelten Belgier, besetzt mit vielen Topspielern aus den europäischen Ligen und Vierter bei der vorherigen Weltmeisterschaft, gewannen zwar zum Auftakt gegen Kanada mit 1:0, mussten sich aber Marokko geschlagen geben und kamen auch gegen Kroatien nicht über ein Remis hinaus. Der langjährige Trainer Roberto Martínez trat im Anschluss an das Gruppenaus zurück.

Kanada war das einzige Team neben Katar, dass ohne Punkt von dem Turnier wieder abreiste. Hatte man gegen Belgien noch Pech, dass Starstürmer Jonathan David (OSC Lille) früh einen Elfmeter verschoss, wurde man von den Kroaten trotz eigener Führung klar geschlagen. Auch gegen Marokko unterlag man, das eigene Tor fiel dabei durch ein Eigentor.

### Gruppe G
| Pl. | Land      | Sp. | S | U | N | Tore    | Diff. | Punkte |
| --- | --------- | --- | - | - | - | ------- | ----- | ------ |
| 1.  | Brasilien | 3   | 2 | 0 | 1 | 003:100 | +2    | 06     |
| 2.  | Schweiz   | 3   | 2 | 0 | 1 | 004:300 | +1    | 06     |
| 3.  | Kamerun   | 3   | 1 | 1 | 1 | 004:400 | ±0    | 04     |
| 4.  | Serbien   | 3   | 0 | 1 | 2 | 005:800 | −3    | 01     |

|                                                                                       |   |           |           |
| Do., 24. November 2022 um 13:00 Uhr (11:00 Uhr MEZ) in al-Wakra (al-Janoub-Stadion)   |   |           |           |
| Schweiz                                                                               | – | Kamerun   | 1:0 (0:0) |
| Do., 24. November 2022 um 22:00 Uhr (20:00 Uhr MEZ) in Lusail (Lusail Iconic Stadium) |   |           |           |
| Brasilien                                                                             | – | Serbien   | 2:0 (0:0) |
| Mo., 28. November 2022 um 13:00 Uhr (11:00 Uhr MEZ) in al-Wakra (al-Janoub-Stadion)   |   |           |           |
| Kamerun                                                                               | – | Serbien   | 3:3 (1:2) |
| Mo., 28. November 2022 um 19:00 Uhr (17:00 Uhr MEZ) in Doha (Stadium 974)             |   |           |           |
| Brasilien                                                                             | – | Schweiz   | 1:0 (0:0) |
| Fr., 2. Dezember 2022 um 22:00 Uhr (20:00 Uhr MEZ) in Lusail (Lusail Iconic Stadium)  |   |           |           |
| Kamerun                                                                               | – | Brasilien | 1:0 (0:0) |
| Fr., 2. Dezember 2022 um 22:00 Uhr (20:00 Uhr MEZ) in Doha (Stadium 974)              |   |           |           |
| Serbien                                                                               | – | Schweiz   | 2:3 (2:2) |

Brasilien wurde in der Gruppe G zwar Gruppensieger, zeigte aber wenig von früherem Glanz und Offensivfußball. Im Auftaktspiel gegen Serbien traf Stürmer Richarlison zweimal, sein zweites Tor per Scherenschlag wurde später zum schönsten Turniertor gewählt. Gegen die Schweiz traf spät Mittelfeldregisseur Casemiro zum Siegtreffer, womit das Achtelfinale vorzeitig erreicht war. Die späte Niederlage gegen Kamerun war somit verkraftbar.
Die Schweiz zeigte in der Gruppenphase gewohnt gute Leistungen. Gegen Kamerun gewann man knapp, gegen Brasilien verlor man ebenso knapp. Im letzten Gruppenspiel gegen Serbien, eine mit Spannung erwartete Partie aufgrund der persönlichen Vorgeschichte vieler Schweizer Spieler, gewannen die Eidgenossen trotz zwischenzeitlichem Rückstand mit 3:2 und lösten so das Ticket für die weiterführende Runde. Remo Freuler schoss seine Mannschaft kurz nach dem Seitenwechsel eine Runde weiter.
Kamerun unterlag der Schweiz im Auftaktspiel knapp. Die von Spielerlegende Rigobert Song trainierten Afrikaner drehten im zweiten Gruppenspiel gegen Serbien einen Zwei-Tore-Rückstand noch zu einem Unentschieden, verpassten aber trotz eigenem Sieg gegen Brasilien die K.-o.-Phase aufgrund des zeitgleichen Schweizer Sieges.

Serbien rehabilitierte sich nach der Auftaktniederlage gegen Brasilien gut, verspielte aber in einer hektischen Partie gegen Kamerun einen Zwei-Tore-Vorsprung. Auch gegen die Schweiz führte man bereits, ehe diese die Partie erneut zuungunsten der Kicker vom Balkan drehten.

### Gruppe H
| Pl. | Land     | Sp. | S | U | N | Tore    | Diff. | Punkte |
| --- | -------- | --- | - | - | - | ------- | ----- | ------ |
| 1.  | Portugal | 3   | 2 | 0 | 1 | 006:400 | +2    | 06     |
| 2.  | Südkorea | 3   | 1 | 1 | 1 | 004:400 | ±0    | 04     |
| 3.  | Uruguay  | 3   | 1 | 1 | 1 | 002:200 | ±0    | 04     |
| 4.  | Ghana    | 3   | 1 | 0 | 2 | 005:700 | −2    | 03     |

|                                                                                           |   |          |           |
| Do., 24. November 2022 um 16:00 Uhr (14:00 Uhr MEZ) in ar-Rayyan (Education City Stadium) |   |          |           |
| Uruguay                                                                                   | – | Südkorea | 0:0       |
| Do., 24. November 2022 um 19:00 Uhr (17:00 Uhr MEZ) in Doha (Stadium 974)                 |   |          |           |
| Portugal                                                                                  | – | Ghana    | 3:2 (0:0) |
| Mo., 28. November 2022 um 16:00 Uhr (14:00 Uhr MEZ) in ar-Rayyan (Education City Stadium) |   |          |           |
| Südkorea                                                                                  | – | Ghana    | 2:3 (0:2) |
| Mo., 28. November 2022 um 22:00 Uhr (20:00 Uhr MEZ) in Lusail (Lusail Iconic Stadium)     |   |          |           |
| Portugal                                                                                  | – | Uruguay  | 2:0 (0:0) |
| Fr., 2. Dezember 2022 um 18:00 Uhr (16:00 Uhr MEZ) in ar-Rayyan (Education City Stadium)  |   |          |           |
| Südkorea                                                                                  | – | Portugal | 2:1 (1:1) |
| Fr., 2. Dezember 2022 um 18:00 Uhr (16:00 Uhr MEZ) in al-Wakra (al-Janoub-Stadion)        |   |          |           |
| Ghana                                                                                     | – | Uruguay  | 0:2 (0:2) |

Portugal gewann seine beiden ersten Partien souverän. Gegen Ghana führte ein Doppelschlag nach 80 Minuten zum Sieg, gegen Uruguay traf Bruno Fernandes doppelt. Trotz der Niederlage am letzten Spieltag gegen Südkorea stand man bereits vor diesem Spiel als Gruppensieger fest.
Südkorea qualifizierte sich buchstäblich in letzter Minute für das Achtelfinale. Nach dem torlosen Untentschieden gegen Uruguay zum Auftakt und der knappen Niederlage gegen Ghana, in der man einen 0:2-Rückstand ausglich, musste man gegen Portugal gewinnen, um weiterzukommen. Hwang Hee-Chan traf in der Nachspielzeit der zweiten Hälfte zum 2:1-Siegtreffer und schoss so seine Mannschaft eine Runde weiter.
Bitter schied so Uruguay in der Gruppenphase aus. Der zweimalige Weltmeister führte im abschließenden Gruppenspiel gegen Ghana zur Pause mit 2:0 und hielt die zweite Halbzeit komplett unter Kontrolle, ehe man in der Nachspielueot doch noch ausschied. Entscheidend war dabei die Gesamtanzahl der geschossenen Tore.

Auch Ghana schied bitter aus, hatte man vor dem abschließenden Spieltag noch auf Platz 2 gelegen. Einer knappen Niederlage gegen Portugal war ein ebenso knapper Sieg gegen Südkorea gefolgt. Ein Remis gegen Uruguay hätte den Afrikanern gereicht zum Weiterkommen, diese Hoffnungen zerschlugen sich aber früh.

## Finalrunde

### Überblick
|  | Achtelfinale    | Achtelfinale |             |         | Viertelfinale    | Viertelfinale |  |  | Halbfinale | Halbfinale |  |  | Finale | Finale |
|  |                 |              |             |         |                  |               |  |  |            |            |  |  |        |        |
|  |                 |              |             |         |                  |               |  |  |            |            |  |  |        |        |
|  | A1: Niederlande | 3            |             |         |                  |               |  |  |            |            |  |  |        |        |
|  | A1: Niederlande | 3            |             |         |                  |               |  |  |            |            |  |  |        |        |
|  | B2: USA         | 1            |             |         |                  |               |  |  |            |            |  |  |        |        |
|  | B2: USA         | 1            | Niederlande | 2 (3)   |                  |               |  |  |            |            |  |  |        |        |
|  |                 |              | Niederlande | 2 (3)   |                  |               |  |  |            |            |  |  |        |        |
|  |                 | Argentinien  | 2 (4)E      |         |                  |               |  |  |            |            |  |  |        |        |
|  | C1: Argentinien | Argentinien  | 2 (4)E      | 2       |                  |               |  |  |            |            |  |  |        |        |
|  | C1: Argentinien |              |             | 2       |                  |               |  |  |            |            |  |  |        |        |
|  | D2: Australien  | 1            |             |         |                  |               |  |  |            |            |  |  |        |        |
|  | D2: Australien  | 1            | Argentinien | 3       |                  |               |  |  |            |            |  |  |        |        |
|  |                 |              | Argentinien | 3       |                  |               |  |  |            |            |  |  |        |        |
|  |                 | Kroatien     | 0           |         |                  |               |  |  |            |            |  |  |        |        |
|  | E1: Japan       | Kroatien     | 0           | 1 (1)   |                  |               |  |  |            |            |  |  |        |        |
|  | E1: Japan       |              |             | 1 (1)   |                  |               |  |  |            |            |  |  |        |        |
|  | F2: Kroatien    | 1 (3)E       |             |         |                  |               |  |  |            |            |  |  |        |        |
|  | F2: Kroatien    | 1 (3)E       | Kroatien    | 1 (4)E  |                  |               |  |  |            |            |  |  |        |        |
|  |                 |              | Kroatien    | 1 (4)E  |                  |               |  |  |            |            |  |  |        |        |
|  |                 | Brasilien    | 1 (2)       |         |                  |               |  |  |            |            |  |  |        |        |
|  | G1: Brasilien   | Brasilien    | 1 (2)       | 4       |                  |               |  |  |            |            |  |  |        |        |
|  | G1: Brasilien   |              |             | 4       |                  |               |  |  |            |            |  |  |        |        |
|  | H2: Südkorea    | 1            |             |         |                  |               |  |  |            |            |  |  |        |        |
|  | H2: Südkorea    | 1            | Argentinien | 13 (4)E |                  |               |  |  |            |            |  |  |        |        |
|  |                 |              | Argentinien | 13 (4)E |                  |               |  |  |            |            |  |  |        |        |
|  |                 | Frankreich   | 3 (2)       |         |                  |               |  |  |            |            |  |  |        |        |
|  | B1: England     | Frankreich   | 3 (2)       | 3       |                  |               |  |  |            |            |  |  |        |        |
|  | B1: England     |              |             | 3       |                  |               |  |  |            |            |  |  |        |        |
|  | A2: Senegal     | 0            |             |         |                  |               |  |  |            |            |  |  |        |        |
|  | A2: Senegal     | 0            | England     | 1       |                  |               |  |  |            |            |  |  |        |        |
|  |                 |              | England     | 1       |                  |               |  |  |            |            |  |  |        |        |
|  |                 | Frankreich   | 2           |         |                  |               |  |  |            |            |  |  |        |        |
|  | D1: Frankreich  | Frankreich   | 2           | 3       |                  |               |  |  |            |            |  |  |        |        |
|  | D1: Frankreich  |              |             | 3       |                  |               |  |  |            |            |  |  |        |        |
|  | C2: Polen       | 1            |             |         |                  |               |  |  |            |            |  |  |        |        |
|  | C2: Polen       | 1            | Frankreich  | 2       |                  |               |  |  |            |            |  |  |        |        |
|  |                 |              | Frankreich  | 2       |                  |               |  |  |            |            |  |  |        |        |
|  |                 | Marokko      | 0           |         |                  |               |  |  |            |            |  |  |        |        |
|  | F1: Marokko     | Marokko      | 0           | 10 (3)E |                  |               |  |  |            |            |  |  |        |        |
|  | F1: Marokko     |              |             | 10 (3)E |                  |               |  |  |            |            |  |  |        |        |
|  | E2: Spanien     | 0 (0)        |             |         |                  |               |  |  |            |            |  |  |        |        |
|  | E2: Spanien     | 0 (0)        | Marokko     | 1       |                  |               |  |  |            |            |  |  |        |        |
|  |                 |              | Marokko     | 1       | Spiel um Platz 3 |               |  |  |            |            |  |  |        |        |
|  |                 | Portugal     | 0           |         |                  |               |  |  |            |            |  |  |        |        |
|  | H1: Portugal    | Portugal     | 0           | 6       | Kroatien         | 2             |  |  |            |            |  |  |        |        |
|  | H1: Portugal    |              |             | 6       | Kroatien         | 2             |  |  |            |            |  |  |        |        |
|  | G2: Schweiz     | 1            |             | Marokko | 1                |               |  |  |            |            |  |  |        |        |

E Sieg im Elfmeterschießen

### Achtelfinale
|                                                                                                 |   |            |                                 |
| Sa., 3. Dezember 2022 um 18:00 Uhr (16:00 Uhr MEZ) in ar-Rayyan (Khalifa International Stadium) |   |            |                                 |
| Niederlande                                                                                     | – | USA        | 3:1 (2:0)                       |
| Sa., 3. Dezember 2022 um 22:00 Uhr (20:00 Uhr MEZ) in ar-Rayyan (Ahmed bin Ali Stadium)         |   |            |                                 |
| Argentinien                                                                                     | – | Australien | 2:1 (1:0)                       |
| So., 4. Dezember 2022 um 18:00 Uhr (16:00 Uhr MEZ) in Doha (al-Thumama-Stadion)                 |   |            |                                 |
| Frankreich                                                                                      | – | Polen      | 3:1 (1:0)                       |
| So., 4. Dezember 2022 um 22:00 Uhr (20:00 Uhr MEZ) in al-Chaur (al-Bayt-Stadion)                |   |            |                                 |
| England                                                                                         | – | Senegal    | 3:0 (2:0)                       |
| Mo., 5. Dezember 2022 um 18:00 Uhr (16:00 Uhr MEZ) in al-Wakra (al-Janoub-Stadion)              |   |            |                                 |
| Japan                                                                                           | – | Kroatien   | 1:1 n. V. (1:1, 1:0), 1:3 i. E. |
| Mo., 5. Dezember 2022 um 22:00 Uhr (20:00 Uhr MEZ) in Doha (Stadium 974)                        |   |            |                                 |
| Brasilien                                                                                       | – | Südkorea   | 4:1 (4:0)                       |
| Di., 6. Dezember 2022 um 18:00 Uhr (16:00 Uhr MEZ) in ar-Rayyan (Education City Stadium)        |   |            |                                 |
| Marokko                                                                                         | – | Spanien    | 0:0 n. V., 3:0 i. E.            |
| Di., 6. Dezember 2022 um 22:00 Uhr (20:00 Uhr MEZ) in Lusail (Lusail Iconic Stadium)            |   |            |                                 |
| Portugal                                                                                        | – | Schweiz    | 6:1 (2:0)                       |

Bis auf Japan setzten sich alle Gruppensieger - mehr oder weniger deutlich - durch. Die Niederlande, Frankreich, England und Brasilien hatten dabei schon kurz nach der Pause die Weichen endgültig auf Sieg gestellt. Portugal sorgte mit dem 6:1-Erfolg für einen der deutlichsten Siege in der K.-o.-Phase der WM-Geschichte, Goncalo Ramos traf gleich dreimal. 
Kroatien drehte gegen Japan einen Rückstand und setzte sich im Elfmeterschießen durch, Torwart Dominik Livakovic hielt gleich drei Elfmeter. Für die größte Überraschung sorgte aber Marokko, dass nicht nur die favorisierten Spanier in ein Elfmeterschießen zwang, sondern dort auch noch zu Null gewann. Während Pablo Sarabia nur den Pfosten traf, hielt Torwart Bono zwei Elfmeter und Achraf Hakimi schoss seine Mannschaft in das Viertelfinale.

### Viertelfinale
|                                                                                          |   |             |                                 |
| Fr., 9. Dezember 2022 um 18:00 Uhr (16:00 Uhr MEZ) in ar-Rayyan (Education City Stadium) |   |             |                                 |
| Kroatien                                                                                 | – | Brasilien   | 1:1 n. V. (0:0, 0:0), 4:2 i. E. |
| Fr., 9. Dezember 2022 um 22:00 Uhr (20:00 Uhr MEZ) in Lusail (Lusail Iconic Stadium)     |   |             |                                 |
| Niederlande                                                                              | – | Argentinien | 2:2 n. V. (2:2, 0:1), 3:4 i. E. |
| Sa., 10. Dezember 2022 um 18:00 Uhr (16:00 Uhr MEZ) in Doha (al-Thumama-Stadion)         |   |             |                                 |
| Marokko                                                                                  | – | Portugal    | 1:0 (1:0)                       |
| Sa., 10. Dezember 2022 um 22:00 Uhr (20:00 Uhr MEZ) in al-Chaur (al-Bayt-Stadion)        |   |             |                                 |
| England                                                                                  | – | Frankreich  | 1:2 (0:1)                       |

Mit Niederlande-Argentinien und England-Frankreich trafen gleich vier der Topfavoriten aufeinander. Zuerst setzte sich Kroatien gegen Rekordweltmeister Brasilien durch. Brasilien ging in der Nachspielzeit der ersten Hälfte der Verlängerung durch Superstar Neymar in Führung, Kroatien glich kurz vor Schluss aus. Im Elfmeterschießen trafen alle Kroaten, Livakovic hielt erneut einen Elfmeter und Marquinhos traf nur den Pfosten.
Auch ins Elfmeterschießen ging die Partie Niederlande gegen Argentinien. In einer intensiven Partie mit 18 Gelben Karten (neuer Rekord) führte die Albiceleste mit 2:0, ehe der eingewechselte Wout Weghorst in der 11. Minute der Nachspielzeit die Elftal in die Verlängerung rettete. In dieser fiel kein Tor. Argentiniens Keeper Emiliano Martínez hielt die ersten beiden Strafstöße der Kroaten und Inter Mailands Lautaro Martinez schoss seine Mannschaft mit Argentiniens letztem Versuch in das Halbfinale.
Marokko überraschte im dritten Viertelfinale die nächste iberische Mannschaft. Youssef En-Nesyri traf kurz vor der Halbzeit per Kopf zur Führung, begünstig von einem Torwartfehler von Portugals Schlussmann. Die Nordafrikaner trotzten in der Folge den portugiesischen Sturmläufen, besonders KeeperBono zeichnete sich mehrfach aus. Damit zog zum ersten Mal eine afrikanische Mannschaft in ein WM-Halbfinale ein.
England und Frankreich lieferten sich ein hochklassiges Duell, in dem die Franzosen zweimal vorlegten. Aurelien Tchouameni traf nach zehn Minuten aus der Distanz zum 1:0. Englands Kapitän Harry Kane glich nach 55 Minuten per Strafstoß aus. Eine Viertelstunde vor Ende traf Frankreichs Rekordtorschütze Olivier Giroud zur 2:1-Führung per Kopf. Kane hatte erneut per Strafstoß sechs Minuten später die Chance auf den Ausgleich, schoss aber über das Tor.

### Halbfinale
|                                                                                       |   |          |           |
| Di., 13. Dezember 2022 um 22:00 Uhr (20:00 Uhr MEZ) in Lusail (Lusail Iconic Stadium) |   |          |           |
| Argentinien                                                                           | – | Kroatien | 3:0 (2:0) |
| Mi., 14. Dezember 2022 um 22:00 Uhr (20:00 Uhr MEZ) in al-Chaur (al-Bayt-Stadion)     |   |          |           |
| Frankreich                                                                            | – | Marokko  | 2:0 (1:0) |

Beide späteren Finalisten setzten sich souverän in ihren Halbfinals durch. Lionel Messi schoss seine Argentinier in Halbzeit eins in Führung, ein Doppelpack von Julián Álvarez sicherte den sechsten Finaleinzug der Geschichte. Argentinien blieb damit weiterhin in WM-Halbfinals unbesiegt.
Auch Frankreich setzte sich gegen Marokko souverän durch und beendete die Siegesserie der Afrikaner. Theo Hernandez mit einem frühen und Randal Kolo Muani mit einem späten Treffer sicherten den zweiten Finaleinzug in Folge. Die Franzosen wurden damit zur siebten Mannschaft der Geschichte, die in zwei WM-Finals hintereinander einziehen konnten (nach Italien 1934 und 1938, Brasilien 1958 und 1962, Niederlande 1974 und 1978, Deutschland 1982, 1986 und 1990, Argentinien 1986 und 1990 sowie Brasilien 1994, 1998 und 2002).

### Spiel um Platz 3
|                                                                                                  |   |         |           |
| Sa., 17. Dezember 2022 um 18:00 Uhr (16:00 Uhr MEZ) in ar-Rayyan (Khalifa International Stadium) |   |         |           |
| Kroatien                                                                                         | – | Marokko | 2:1 (2:1) |

Die Kroaten sicherten sich im Spiel um Platz 3 ihr drittes Edelmetall bei Weltmeisterschaften. Nach rasantem Beginn war es kurz vor der Pause Mislav Oršić, der seine Mannschaft zu Bronze schoss. Kroatien sicherte sich damit jedes Mal, wenn sie die Gruppenphase überstanden, Edelmetall. Für Marokko bedeutete der vierte Platz die beste Platzierung einer afrikanischen Mannschaft in der Geschichte der Weltmeisterschaften.

### Finale
| Argentinien                                                                           | Argentinien | Frankreich | Frankreich | Aufstellung                              |
| ------------------------------------------------------------------------------------- | --- | --- | ---------- | ---------------------------------------- |
| Argentinien                                                                           | \| Finale \| \| So., 18. Dezember 2022 um 18:00 Uhr (16:00 Uhr MEZ) in Lusail (Lusail Iconic Stadium) \| \| Ergebnis: 3:3 n. V. (2:2, 2:0), 4:2 i. E. \| \| Zuschauer: 88.966 \| \| Schiedsrichter: Szymon Marciniak ( Polen) \| \| Spielbericht \| | \| Finale \| \| So., 18. Dezember 2022 um 18:00 Uhr (16:00 Uhr MEZ) in Lusail (Lusail Iconic Stadium) \| \| Ergebnis: 3:3 n. V. (2:2, 2:0), 4:2 i. E. \| \| Zuschauer: 88.966 \| \| Schiedsrichter: Szymon Marciniak ( Polen) \| \| Spielbericht \| | Frankreich | Aufstellung Argentinien gegen Frankreich |
| Argentinien                                                                           | Emiliano Martínez – Nahuel Molina (91. Gonzalo Montiel), Cristian Romero, Nicolás Otamendi, Nicolás Tagliafico (120.+1′ Paulo Dybala) – Ángel Di María (64. Marcos Acuña), Rodrigo de Paul (102. Leandro Paredes), Enzo Fernández, Alexis Mac Allister (116. Germán Pezzella) – Lionel Messi , Julián Álvarez (102. Lautaro Martínez) Cheftrainer: Lionel Scaloni | Hugo Lloris – Jules Koundé (120.+1′ Axel Disasi), Raphaël Varane (112. Ibrahima Konaté), Dayot Upamecano, Theo Hernández (71. Eduardo Camavinga) – Aurélien Tchouaméni, Adrien Rabiot (96. Youssouf Fofana) – Ousmane Dembélé (41. Randal Kolo Muani), Antoine Griezmann (71. Kingsley Coman), Kylian Mbappé – Olivier Giroud (41. Marcus Thuram) Cheftrainer: Didier Deschamps | Frankreich | Aufstellung Argentinien gegen Frankreich |
| Argentinien                                                                           | 1:0 Messi (23., Foulelfmeter) 2:0 Di María (36.) 3:2 Messi (109.) | 2:1 Mbappé (80., Foulelfmeter) 2:2 Mbappé (81.) 3:3 Mbappé (118., Handelfmeter) | Frankreich | Aufstellung Argentinien gegen Frankreich |
| Argentinien                                                                           | Elfmeterschießen | | Frankreich | Aufstellung Argentinien gegen Frankreich |
| Argentinien                                                                           | 1:1 Messi 2:1 Dybala 3:1 Paredes 4:2 Montiel | 0:1 Mbappé E. Martínez hält gegen Coman Tchouaméni schießt neben das Tor 3:2 Kolo Muani | Frankreich | Aufstellung Argentinien gegen Frankreich |
| Argentinien                                                                           | Fernández (45.+7′), Acuña (90.+8′), Paredes (114.), Montiel (116.) | Rabiot (55.), Thuram (87.), Giroud (90.+5’) | Frankreich | Aufstellung Argentinien gegen Frankreich |
| Argentinien                                                                           | Spieler des Spiels: Lionel Messi (Argentinien) | | Frankreich | Aufstellung Argentinien gegen Frankreich |
| Finale                                                                                | | |            |                                          |
| So., 18. Dezember 2022 um 18:00 Uhr (16:00 Uhr MEZ) in Lusail (Lusail Iconic Stadium) | | |            |                                          |
| Ergebnis: 3:3 n. V. (2:2, 2:0), 4:2 i. E.                                             | | |            |                                          |
| Zuschauer: 88.966                                                                     | | |            |                                          |
| Schiedsrichter: Szymon Marciniak ( Polen)                                             | | |            |                                          |
| Spielbericht                                                                          | | |            |                                          |

Argentinien begann das Spiel dominant und ging noch in der ersten Halbzeit durch einen von Lionel Messi verwandelten Foulelfmeter sowie durch ein Tor von Ángel Di María mit 2:0 in Führung. Die Franzosen blieben überraschend deutlich hinter ihren Möglichkeiten zurück und konnten in der ersten Halbzeit keinen einzigen Torschuss verbuchen, was unter anderem zur Folge hatte, dass Frankreichs Trainer Didier Deschamps die beiden Stürmer Olivier Giroud und Ousmane Dembélé, der den Foulfelfmeter für Argentinien verschuldete, bereits in der 41. Minute auswechselte. 
In der zweiten Halbzeit zeigten sich die Franzosen zunächst weiterhin chancenlos, fanden sich aber allmählich ins Spiel und konnten schließlich durch einen Doppelschlag von Kylian Mbappé (Foulelfmeter in der 80. Minute, Tor in der 81. Minute) innerhalb von 95 Sekunden ausgleichen. Mbappé wurde damit neben den Brasilianern Pelé und Vavá, dem Deutschen Paul Breitner sowie dem Franzosen Zinédine Zidane der fünfte Spieler, der in zwei WM-Endspielen getroffen hat sowie der zweite Spieler (nach Vava), der dies in zwei aufeinanderfolgenden Finalen schaffte. 
Während in den verbleibenden Minuten der regulären Spielzeit nun insbesondere Frankreich die Entscheidung suchte, ergab sich in der anschließenden Verlängerung ein ausgeglichenes Spiel. In der 109. Minute ging Argentinien durch ein Tor von Messi wieder in Führung, kassierte jedoch in der 118. Minute nach einem von Mbappé verwandelten Handelfmeter erneut den Ausgleich. Damit ist Mbappé der zweite Spieler nach Geoff Hurst (1966), der in einem WM-Endspiel einen Hattrick erzielen konnte. In der letzten Minute der Nachspielzeit der Verlängerung vergab der Franzose Randal Kolo Muani eine hochwertige Chance zum Sieg, als er frei vor dem argentinischen Torwart Emiliano Martínez flach auf das Tor schoss, der Schuss jedoch von Martínez mit dem Fuß geblockt werden konnte. Auch Argentinien vergab kurz darauf den möglichen Siegtreffer, als Lautaro Martínez den Ball am französischen Tor vorbei köpfte. Somit musste das WM-Finale im Elfmeterschießen entschieden werden. In diesem trafen alle argentinischen Schützen, während zwei Franzosen vergaben, sodass Argentinien zum dritten Mal nach 1978 und 1986 Fußball-Weltmeister wurde.

## Beste Torschützen
Die Reihenfolge der Einzelspieler richtet sich nach den Kriterien der FIFA für den „Goldenen Schuh“, nach denen zur Ermittlung des Torschützenkönigs bei gleicher Toranzahl die Zahl der Vorlagen und die Spielzeit ausschlaggebend sind. Angegeben sind alle Torschützen mit mindestens drei Toren.
| Rang | Spieler                          | Tore | Vorlagen | Spielzeit in min |
| ---- | -------------------------------- | ---- | -------- | ---------------- |
| 01   | Kylian Mbappé „Goldener Schuh“   | 8    | 4        | 598              |
| 02   | Lionel Messi „Silberner Schuh“   | 7    | 3        | 690              |
| 03   | Olivier Giroud „Bronzener Schuh“ | 4    | 0        | 419              |
| 04   | Julián Álvarez                   | 4    | 0        | 467              |
| 05   | Gonçalo Ramos                    | 3    | 1        | 152              |
| 06   | Álvaro Morata                    | 3    | 1        | 183              |
| 07   | Marcus Rashford                  | 3    | 0        | 141              |
| 08   | Enner Valencia                   | 3    | 0        | 257              |
| 09   | Bukayo Saka                      | 3    | 0        | 292              |
| 10   | Richarlison                      | 3    | 0        | 326              |
| 11   | Cody Gakpo                       | 3    | 0        | 453              |

## Auszeichnungen

### Goldener Ball
Lionel Messi wurde von der „technischen Studiengruppe“ der FIFA zum besten Spieler der WM-Endrunde gewählt und erhielt den Goldenen Ball, gefolgt von Kylian Mbappé (Silberner Ball) und Luka Modrić (Bronzener Ball).

### Goldener Handschuh
Der argentinische Torhüter Emiliano Martínez wurde von der FIFA zum besten Torhüter des Turniers gewählt.

### Bester junger Spieler
Der argentinische Spieler Enzo Fernández wurde von der FIFA zum besten Nachwuchsspieler des Turniers bestimmt.

### Fairplay-Trophäe
Die englische Mannschaft wurde von der FIFA mit der Fairplay-Trophäe ausgezeichnet.

### Tor des Turniers
Zum „Tor des Turniers“ wurde der Seitfallzieher des Brasilianers Richarlison in der Gruppenphase gegen Serbien (73. Minute zum 2:0-Endstand) gewählt.

## Spieloffizielle
Am 19. Mai 2022 nominierte die FIFA 36 Schiedsrichter, 69 Schiedsrichterassistenten und 24 Video-Assistenten für das Endturnier. Darunter waren erstmalig in der WM-Geschichte auch sechs weibliche Spieloffizielle: Stéphanie Frappart, Salima Mukansanga und Yoshimi Yamashita als Hauptschiedsrichterinnen, sowie Neuza Back, Kathryn Nesbitt und Karen Díaz als Assistentinnen.
Das Eröffnungsspiel leitete der Italiener Daniele Orsato, für das Endspiel wurde das polnische Gespann um Szymon Marciniak angesetzt. Von den drei weiblichen Schiedsrichterinnen, die als Hauptschiedsrichterinnen nominiert wurden, wurden Salima Mukansanga und Yoshimi Yamashita nur als Vierte Offizielle eingesetzt, während Stéphanie Frappart mit dem Vorrundenspiel Deutschland gegen Costa Rica ein Spiel als Hauptschiedsrichterin leiten durfte.

### Hauptschiedsrichter
Insgesamt neun Schiedsrichter kamen bereits bei der WM 2018 zu Spielleitungen, weitere vier Schiedsrichter waren in Russland als Video-Assistenten dabei. Mit Bakary Gassama und Alireza Faghani waren zwei Schiedsrichter dabei, die bereits zum Aufgebot bei der WM 2014 gehörten. Während Faghani nur als Vierter Offizieller in Brasilien amtierte, kam Gassama zu einem Feldeinsatz. Kevin Ortega war mit 30 Jahren und 239 Tagen zum Zeitpunkt des Eröffnungsspiels das jüngste Mitglied des Unparteiischen-Kaders, der französische Schiedsrichterassistent Cyril Gringore mit 50 Jahren und 49 Tagen das älteste.
Aus dem deutschen Sprachraum wurde Daniel Siebert mit seinen Assistenten Rafael Foltyn und Jan Seidel berufen.
| Verband                 | Schiedsrichter                      | Land                    | Assistent 1             | Assistent 2            | Spiele |     |   |   | 4O | VAR |
| ----------------------- | ----------------------------------- | ----------------------- | ----------------------- | ---------------------- | ------ | --- | - | - | -- | --- |
| AFC                     | Abdulrahman al-Jassim               | Katar                   | Taleb al-Marri          | Saud al-Maqaleh        | 2      | 8   | 0 | 0 | 1  | 0   |
| AFC                     | Alireza Faghani 1                   | Iran                    | Mohammadreza Mansouri   | Mohammadreza Abolfazli | 2      | 3   | 0 | 0 | 0  | 0   |
| AFC                     | Chris Beath                         | Australien              | Anton Shchetinin        | Ashley Beecham         | 1      | 8   | 0 | 0 | 0  | 0   |
| AFC                     | Mohammed Abdullah Hassan Mohammed 1 | VAE                     | Mohamed al-Hammadi      | Hasan al-Mahri         | 2      | 6   | 0 | 0 | 2  | 0   |
| AFC                     | Ma Ning                             | China                   | Cao Yi                  | Shi Xiang              | 0      | 0   | 0 | 0 | 6  | 0   |
| AFC                     | Yoshimi Yamashita                   | Japan                   |                         |                        | 0      | 0   | 0 | 0 | 6  | 0   |
| CAF                     | Mustapha Ghorbal                    | Algerien                | Abdelhak Etchiali       | Mokrane Gourari        | 2      | 4   | 0 | 0 | 2  | 0   |
| CAF                     | Maguette N’Diaye                    | Senegal                 | Djibril Camara          | El Hadji Samba         | 0      | 0   | 0 | 0 | 6  | 0   |
| CAF                     | Bakary Gassama 1 2                  | Gambia                  | Mahmoud Abouelregal     | Elvis Noupue           | 1      | 1   | 0 | 0 | 0  | 0   |
| CAF                     | Victor Gomes                        | Südafrika               | Zakhele Siwela          | Souru Phatsoane        | 2      | 6   | 0 | 0 | 1  | 0   |
| CAF                     | Janny Sikazwe 1                     | Sambia                  | Jerson Dos Santos       | Arsenio Marengula      | 1      | 5   | 0 | 0 | 0  | 0   |
| CAF                     | Salima Mukansanga                   | Ruanda                  |                         |                        | 0      | 0   | 0 | 0 | 3  | 0   |
| CONCACAF                | Iván Barton                         | El Salvador             | David Morán             | Zachari Zeegelaar      | 2      | 2   | 0 | 0 | 1  | 0   |
| CONCACAF                | Iván Barton                         | El Salvador             | David Morán             | Kathryn Nesbitt        | 1      | 1   | 0 | 0 | 1  | 0   |
| CONCACAF                | Ismail Elfath                       | USA                     | Corey Parker            | Kyle Atkins            | 3      | 14  | 1 | 0 | 1  | 0   |
| CONCACAF                | Mario Escobar                       | Guatemala               | Caleb Wales             | Juan Mora              | 1      | 3   | 0 | 1 | 1  | 0   |
| CONCACAF                | Said Martínez                       | Honduras                | Walter López            | Raymundo Feliz         | 0      | 0   | 0 | 0 | 9  | 0   |
| CONCACAF                | César Arturo Ramos 1                | Mexiko                  | Miguel Hernández        | Alberto Morín          | 4      | 7   | 0 | 0 | 0  | 0   |
| CONMEBOL                | Raphael Claus                       | Brasilien               | Rodrigo Figueiredo      | Danilo Manis           | 2      | 6   | 0 | 0 | 2  | 0   |
| CONMEBOL                | Wilton Sampaio                      | Brasilien               | Bruno Boschilia         | Bruno Pires            | 4      | 15  | 0 | 0 | 0  | 0   |
| CONMEBOL                | Andrés Matonte                      | Uruguay                 | Martín Soppi            | Nicolás Tarán          | 1      | 4   | 0 | 0 | 2  | 0   |
| CONMEBOL                | Fernando Rapallini                  | Argentinien             | Juan Pablo Belatti      | Diego Bonfá            | 3      | 14  | 0 | 0 | 0  | 0   |
| CONMEBOL                | Facundo Tello                       | Argentinien             | Ezequiel Brailovsky     | Gabriel Chade          | 3      | 8   | 1 | 0 | 0  | 0   |
| CONMEBOL                | Kevin Ortega                        | Peru                    | Michael Orué            | Jesús Sánchez          | 0      | 0   | 0 | 0 | 9  | 0   |
| CONMEBOL                | Jesús Valenzuela                    | Venezuela               | Tulio Moreno            | Jorge Urrego           | 2      | 3   | 0 | 0 | 1  | 0   |
| OFC                     | Matthew Conger 1                    | Neuseeland              | Mark Rule               | Tevita Makasini        | 1      | 1   | 0 | 0 | 0  | 0   |
| UEFA                    | Daniel Siebert                      | Deutschland             | Rafael Foltyn           | Jan Seidel             | 2      | 10  | 0 | 0 | 0  | 0   |
| UEFA                    | István Kovács                       | Rumänien                | Vasile Marinescu        | Mihai Artene           | 0      | 0   | 0 | 0 | 8  | 0   |
| UEFA                    | Slavko Vinčić                       | Slowenien               | Tomaž Klančnik          | Andraž Kovačič         | 2      | 8   | 0 | 0 | 1  | 0   |
| UEFA                    | Danny Makkelie                      | Niederlande             | Hessel Steegstra        | Jan de Vries           | 2      | 6   | 0 | 0 | 0  | 0   |
| UEFA                    | Michael Oliver                      | England                 | Stuart Burt             | Simon Bennett 3        | 3      | 18  | 0 | 0 | 0  | 0   |
| UEFA                    | Anthony Taylor                      | England                 | Adam Nunn               | Gary Beswick 3         | 2      | 5   | 0 | 1 | 0  | 0   |
| UEFA                    | Szymon Marciniak 1                  | Polen                   | Tomasz Listkiewicz      | Paweł Sokolnicki       | 3      | 12  | 0 | 0 | 0  | 0   |
| UEFA                    | Daniele Orsato                      | Italien                 | Ciro Carbone            | Alessandro Giallatini  | 3      | 15  | 0 | 1 | 0  | 0   |
| UEFA                    | Antonio Mateu Lahoz 1               | Spanien                 | Pau Cebrián             | Roberto Díaz           | 3      | 28  | 1 | 0 | 0  | 0   |
| UEFA                    | Clément Turpin 1                    | Frankreich              | Nicolas Danos           | Cyril Gringore         | 3      | 5   | 0 | 0 | 0  | 0   |
| UEFA                    | Stéphanie Frappart                  | Frankreich              | Neuza Back              | Karen Díaz             | 1      | 1   | 0 | 0 | 2  | 0   |
| Stand nach dem Endspiel | Stand nach dem Endspiel             | Stand nach dem Endspiel | Stand nach dem Endspiel | Summe                  | 64     | 228 | 3 | 3 | 64 | 0   |

### Video-Assistenten (VAR)
Wie bereits 2018 kam bei den Spielen der Videobeweis zum Einsatz. Zu diesem Zweck nominierte die FIFA 24 Video-Assistenten. Vier Spieloffizielle übten diese Funktion bereits 2018 in Russland aus. Zudem wurden wie bei vorangegangenen Turnieren die Video-Teams durch Schiedsrichterassistenten von der Hauptliste ergänzt. Der deutschsprachige Raum wurde durch die Deutschen Bastian Dankert und Marco Fritz vertreten.
Für jedes Spiel amtierte ein Hauptvideoschiedsrichter (VAR), der von drei weiteren Offiziellen unterstützt wurde. Der Assistant VAR (AVAR) verfolgte dabei das Spiel, während der Haupt-VAR eine Szene prüfte; der Offside VAR (OVAR) kümmerte sich ausschließlich um abseits-relevante Szenen, während der Support VAR (SVAR) den allgemeinen Kommunikationsfluss zwischen den Video-Offiziellen unterstützte.
| Verband               | Schiedsrichter                | Land        | Spiele | Anmerkungen             |
| --------------------- | ----------------------------- | ----------- | ------ | ----------------------- |
| AFC                   | Abdulla al-Marri              | Katar       | 7      |                         |
| AFC                   | Taleb al-Marri 1 2            | Katar       | 1      |                         |
| AFC                   | Muhammad Taqi                 | Singapur    | 4      |                         |
| AFC                   | Shaun Evans                   | Australien  | 4      |                         |
| AFC                   | Anton Shchetinin 2            | Australien  | 3      |                         |
| AFC                   | Ashley Beecham 2              | Australien  | 3      |                         |
| CAF                   | Rédouane Jiyed                | Marokko     | 5      |                         |
| CAF                   | Adil Zourak                   | Marokko     | 7      |                         |
| CAF                   | Abdelhak Etchiali 2           | Algerien    | 1      |                         |
| CAF                   | Mokrane Gourari 2             | Algerien    | 3      |                         |
| CAF                   | Djibril Camara 2              | Senegal     | 1      |                         |
| CONCACAF              | Drew Fischer                  | Kanada      | 11     |                         |
| CONCACAF              | Corey Parker                  | USA         | 1      |                         |
| CONCACAF              | Armando Villarreal            | USA         | 12     |                         |
| CONCACAF              | Kyle Atkins 2                 | USA         | 4      |                         |
| CONCACAF              | Kathryn Nesbitt 2             | USA         | 7      |                         |
| CONCACAF              | Fernando Guerrero             | Mexiko      | 9      |                         |
| CONMEBOL              | Bruno Pires 2                 | Brasilien   | 2      |                         |
| CONMEBOL              | Bruno Boschilia 2             | Brasilien   | 1      |                         |
| CONMEBOL              | Neuza Back 2                  | Brasilien   | 4      |                         |
| CONMEBOL              | Julio Bascuñán                | Chile       | 12     | VAR im Spiel um Platz 3 |
| CONMEBOL              | Nicolás Gallo                 | Kolumbien   | 14     |                         |
| CONMEBOL              | Leodán González               | Uruguay     | 7      |                         |
| CONMEBOL              | Martín Soppi 2                | Uruguay     | 2      |                         |
| CONMEBOL              | Nicolás Tarán 2               | Uruguay     | 5      |                         |
| CONMEBOL              | Juan Soto                     | Venezuela   | 12     |                         |
| CONMEBOL              | Mauro Vigliano 1              | Argentinien | 10     |                         |
| CONMEBOL              | Gabriel Chade 2               | Argentinien | 3      |                         |
| CONMEBOL              | Diego Bonfá 2                 | Argentinien | 3      |                         |
| CONMEBOL              | Juan Pablo Belatti 2          | Argentinien | 1      |                         |
| CONMEBOL              | Ezequiel Brailovsky 2         | Argentinien | 2      |                         |
| UEFA                  | Jérôme Brisard                | Frankreich  | 6      |                         |
| UEFA                  | Benoît Millot                 | Frankreich  | 7      |                         |
| UEFA                  | Cyril Gringore 1 2            | Frankreich  | 1      |                         |
| UEFA                  | Bastian Dankert 1             | Deutschland | 6      |                         |
| UEFA                  | Marco Fritz                   | Deutschland | 5      |                         |
| UEFA                  | Rafael Foltyn 2               | Deutschland | 1      |                         |
| UEFA                  | Ricardo de Burgos Bengoetxea  | Spanien     | 7      |                         |
| UEFA                  | Alejandro Hernández Hernández | Spanien     | 9      |                         |
| UEFA                  | Roberto Díaz 1 2              | Spanien     | 3      |                         |
| UEFA                  | Juan Martínez Munuera         | Spanien     | 8      |                         |
| UEFA                  | Pau Cebrián Devís 2           | Spanien     | 2      |                         |
| UEFA                  | Tomasz Kwiatkowski            | Polen       | 5      | VAR im Finale           |
| UEFA                  | Tomasz Listkiewicz 2          | Polen       | 2      |                         |
| UEFA                  | Paweł Sokolnicki 1 2          | Polen       | 1      |                         |
| UEFA                  | Massimiliano Irrati 1         | Italien     | 9      | VAR im Eröffnungsspiel  |
| UEFA                  | Paolo Valeri 1                | Italien     | 9      |                         |
| UEFA                  | Alessandro Giallatini 2       | Italien     | 4      |                         |
| UEFA                  | Ciro Carbone 2                | Italien     | 3      |                         |
| UEFA                  | Pol van Boekel                | Niederlande | 9      |                         |
| Stand nach dem Finale |                               |             |        |                         |

## Übertragung und Berichterstattung

### Deutschland
Die Spiele der WM-Endrunde wurden sowohl von den öffentlich-rechtlichen Fernsehsendern Das Erste und ZDF (gemeinsam 48 Spiele) als auch von MagentaTV (alle 64 Spiele) übertragen. Am 9. Juni 2014 gaben die ARD und das ZDF bekannt, dass sie in Deutschland die Weltmeisterschaft übertragen werden. Die Sendeanstalten selbst machten zur Höhe der Ausgaben keine Angaben. Für die Übertragungsrechte hatten sie nach Berichten des Spiegel 214 Millionen Euro bezahlt – das Rechtepaket beinhaltet allerdings auch die Übertragung der Fußball-Weltmeisterschaft der Frauen 2019. Am 9. März 2021 wurde bekannt, dass sich die Deutsche Telekom sowie die Sender ARD und ZDF nach langen Verhandlungen auf den Erwerb von Sublizenzen geeinigt haben. Die Teilung der Übertragungsrechte zwischen den öffentlich-rechtlichen Sendern Das Erste und ZDF sowie der Telekom ist Teil einer größeren Vereinbarung, bei welcher die Telekom im Gegenzug die Exklusivrechte für die Heim-EM 2024 abtritt. Das Unternehmen Telekom sowie die beiden Sendeanstalten selbst machten zur Höhe der Ausgaben keine Angaben. Laut dem Fachmagazin Medienkorrespondenz zahlte Telekom für die Sublizenzierung 35 Millionen Euro.
ARD und ZDF arbeiteten eng bei der Produktion zusammen, federführend zuständig war der SWR. ARD und ZDF sendeten mit ihren Moderatoren wie bei der WM 2018 aus einem gemeinsamen Sendezentrum in Mainz, die Kommentatoren berichteten aus den Stadien vor Ort. Vor Ort in Katar wurde laut SWR die Anzahl der Mitarbeiter gegenüber der WM 2018 noch einmal halbiert. Sogar auf einen eigenen Übertragungswagen bei Deutschland-Spielen habe man verzichtet.
Das ZDF strahlte das Eröffnungsspiel zwischen Katar und Ecuador aus, während Das Erste das Finale übertrug. Tom Bartels kommentierte zum zweiten Mal nach dem Finale der WM 2014 zwischen Deutschland und Argentinien (1:0 n. V.) das Finale. Béla Réthy kommentierte das Eröffnungsspiel, für ihn war es die zehnte begleitete Weltmeisterschaft; nachdem er das zweite Halbfinale begleitet hatte, beendete er nach der WM seine Karriere.
Die Einschaltquoten lagen deutlich unter jenen der WM 2018. Das frühe Ausscheiden der deutschen Mannschaft war dafür kein Grund, da sie bei beiden Turnieren bereits in der Gruppe ausschied.
| Funktion              |                                                                    |                                                                                        | |
| --------------------- | ------------------------------------------------------------------ | -------------------------------------------------------------------------------------- | --- |
| Moderatoren           | Alexander Bommes Jessy Wellmer 1 Julia Scharf                      | Jochen Breyer Katrin Müller-Hohenstein                                                 | Johannes B. Kerner Anett Sattler Sascha Bandermann Anna Kraft                                                                                      |
| Kommentatoren         | Tom Bartels Gerd Gottlob Christina Graf Florian Naß                | Claudia Neumann Béla Réthy Oliver Schmidt Martin Schneider                             | Wolff-Christoph Fuss Marco Hagemann Jan Platte Jonas Friedrich Markus Höhner Christina Rann Christian Straßburger Benni Zander Alexander Klich     |
| Stadionteam           | Esther Sedlaczek & Bastian Schweinsteiger                          | –                                                                                      | Anna Sara Lange |
| Begleiter der DFB-Elf | Lea Wagner                                                         | Sven Voss                                                                              | Thomas Wagner |
| Experten              | Thomas Hitzlsperger Sami Khedira Almuth Schult Bibiana Steinhaus 2 | Christoph Kramer Per Mertesacker Martina Voss-Tecklenburg Sandro Wagner Manuel Gräfe 2 | Michael Ballack Tabea Kemme Fredi Bobic Javi Martínez Lars Stindl Martín Demichelis Patrick Ittrich 2 Jan Henkel Manuel Baum Tobias Schweinsteiger |
| Co-Kommentatoren      | Thomas Broich                                                      | Hanno Balitsch                                                                         | – |
| Radio-Kommentatoren   | Michael Augustin Holger Dahl Philipp Hofmeister Armin Lehmann      | –                                                                                      | – |

### Schweiz
Wie bisher begleiteten die SRG-SSR-Anstalten SRF, RTS, RSI sowie RTR die Qualifikationsspiele der A-Nationalmannschaft und die Fußball-WM in Katar exklusiv im Fernsehen, Radio und multimedial. Die Übertragungsrechte für die WM erwarb die SRG SSR im April 2012 von der FIFA. Für das Deutschschweizer Fernsehen SRF waren die Kommentatoren Dani Kern, Dominic Ledergeber, Mario Gehrer, Reto Held und Sascha Ruefer im Einsatz. Sascha Ruefer kommentierte unter anderem alle Schweizer Spiele und das Endspiel.

### Österreich
Alle Spiele wurden im Free-TV übertragen, 39 im ORF und 25 in ServusTV. Außerdem hatte der ORF die Live-Rechte an den Radioübertragungen, Live-Streamings und Video-on-Demand. Das Finale wurde im ORF von Oliver Polzer kommentiert.
| Funktion      | |                                                     |
| ------------- | --- | --------------------------------------------------- |
| Moderatoren   | Kristina Inhof, Rainer Pariasek, Bernhard Stöhr, Alina Zellhofer                                                        | Christian Nehiba                                    |
| Experten      | Roman Mählich, Helge Payer, Herbert Prohaska, Thomas Steiner (Schiedsrichterexperte)                                    | Jan Åge Fjørtoft, Steffen Freund, Florian Klein     |
| Kommentatoren | Michael Bacher, Boris Kastner-Jirka, Thomas König, Anna-Theresa Lallitsch, Oliver Polzer, Daniel Warmuth, Dietmar Wolff | Christian Brugger, Philipp Krummholz Michael Wanits |
| Reporter      | Karim El-Gawhary | Anna-Maria Brunnauer, Julia Kienast, Alina Marzi    |

## Organisation und Umfeld

### Maskottchen
Das Maskottchen der WM 2022 war La’eeb.

### Arabien-Pokal
Nach der Abschaffung des FIFA-Konföderationen-Pokals, der zuvor im Jahr vor Weltmeisterschaften ausgetragen wurde, gab es im November und Dezember 2021 als Vorbereitung auf die WM 2022 den FIFA-Arabien-Pokal, den Algerien für sich entscheiden konnte.

### Sicherheit
Das Organisationskomitee hatte ein Abkommen über 10 Millionen US-Dollar mit der Interpol abgeschlossen.

### Eröffnungsfeier
Die Eröffnungsfeier fand am Sonntag, den 20. November 2022 direkt vor dem ersten Spiel Katars gegen Ecuador statt und dauerte etwa eine halbe Stunde.
Es trat US-Schauspieler Morgan Freeman im Gespräch mit dem katarischen Youtuber Ghanim al-Muftah, der keine Beine hat, auf. Zudem sangen der südkoreanische K-Pop-Star Jung Kook von BTS und der katarische Sänger Fahad al-Kubaisi den offiziellen WM-Song Dreamers.
Der Emir von Katar Tamim bin Hamad Al Thani und FIFA-Präsident Gianni Infantino hielten kurze Reden. Staatschefs und Politiker waren vor allem aus dem muslimischen Raum anwesend, darunter der türkische Präsident Recep Tayyip Erdoğan, der saudi-arabische Kronprinz Mohammed bin Salman und König Abdullah II. bin al-Hussein von Jordanien.

## Kritik
Rund um die Vergabe der Weltmeisterschaft kam es zu unterschiedlicher Kritik. Neben Korruptionsvorwürfen wurde auf die fehlende Fußballtradition Katars und die schwierigen klimatischen Bedingungen hingewiesen, zudem wird die Menschenrechtslage in Katar beanstandet. Manche argumentierten, die Ausrichtung der WM könne Reformen im Land anstoßen. Wenzel Michalski, der Deutschland-Direktor von Human Rights Watch, resümierte gegen Ende des Turniers aber, sowohl Katar als auch der FIFA seien weiterhin „die Rechte der Menschen völlig egal.“
Der damalige DFB-Präsident Theo Zwanziger, der als Gegner der WM in Katar gilt, sprach sich bereits Ende 2011 für eine Neuvergabe der WM aus. Auch der ehemalige Präsident des englischen Fußballverbandes, David Bernstein, verlangte eine Neuausschreibung. Der damalige FIFA-Chef Blatter stellte aber wiederholt klar, dass die WM in Katar stattfinden werde. Man werde nur darüber reden, ob das Turnier in die Winterzeit gelegt werden solle, um der dort im Sommer herrschenden Hitze zu entgehen. Mitte Mai 2014 bezeichnete er die Vergabe der WM nach Katar erstmals als „Fehler“ und kurz vor Beginn der Meisterschaft als „Irrtum“. Auch der Internationale Gewerkschaftsbund (IGB) setzte sich mit der Kampagne Re-run the Vote für eine Neuvergabe der WM ein. In Deutschland wurde dieses Anliegen von der Ver.di Jugend mit einem Fußballturnier unterstützt.

### Korruption bei der Abstimmung
Eine grundsätzliche Kritik an der WM-Vergabe nach Katar bezieht sich auf das wenig transparente Abstimmungsverhalten der Mitglieder des FIFA-Exekutivausschusses. Es gibt zahlreiche Hinweise auf Korruption durch Mitglieder des FIFA-Exekutivkomitees, unter anderem durch die US-Justiz (siehe Abschnitt #Vergabe).

### Fußballtradition Katars
Die Kritik nach der Vergabe an Katar wird im Wesentlichen damit begründet, dass das Land keine international bedeutende fußballerische Tradition vorzuweisen habe. Katar hatte zuvor noch nie an einer WM-Endrunde teilgenommen, zum Zeitpunkt der Vergabe nahm Katar in der FIFA-Weltrangliste Platz 113 ein und hatte gerade zwei internationale Titel mit dem Golfpokal 1992 und Golfpokal 2004 vorzuweisen. Allerdings folgten seitdem ein weiterer Titel im Golfpokal 2014 und der Sieg bei der Asienmeisterschaft 2019. Die FIFA trat diesem Kritikpunkt mit der Begründung entgegen, dass man neue Wege gehen wollte und sprach von einem „wichtigen Beitrag zur Völkerverständigung“. Auch die Spiele der höchsten Spielklasse des katarischen Fußballs, der Qatar Stars League, werden im Vergleich zu anderen arabischen Fußballligen nicht von vielen Fans besucht. Hauptgründe dafür sind die geringe Anzahl an Einheimischen und die allgemein fehlende Fußballkultur.

### Halbleere Stadien
Beim WM-Eröffnungsspiel am 20. November 2022 zwischen Katar und Ecuador verließen beim Stand von 0:2 zur Halbzeitpause ein großer Teil der Zuschauer bereits im Laufe der zweiten Halbzeit das Stadion. Kein Gruppenspiel fand in einem annähernd vollem Stadion statt, auch die Achtelfinals waren für eine WM mäßig besucht.

### Klimatische Bedingungen
Ein bedeutender Einwand gegen die Vergabe war von Beginn an, dass aufgrund der hohen sommerlichen Temperaturen von bis zu 50 Grad Celsius die Stadien klimatisiert werden müssten. Daraufhin regte Franz Beckenbauer eine Verlegung der Fußball-WM in den Winter an, wofür sich einen Monat später auch Blatter aussprach, dieses kurze Zeit später allerdings relativierte. Am 20. Januar 2012 stellte die FIFA in einer offiziellen Stellungnahme klar, dass es „derzeit keine konkreten Pläne“ gebe, die WM 2022 vom Sommer in den Winter zu verlegen. Dies „müsste vom Fussballverband von Katar initiiert und dem FIFA-Exekutivkomitee unterbreitet werden“. Blatter sprach sich am 17. Juli 2013 dennoch erneut für eine Verlegung in den Winter aus.
Der UEFA-Präsident Michel Platini äußerte sich wegen der Sommerhitze zunächst kritisch zur Vergabe der WM an Katar und plädierte dafür, das Turnier in den Winter zu verlegen. Nachdem sein Sohn Laurent in der Chefetage der Qatar Sport Investment (QSI) eingestiegen war, was im Februar 2012 bekannt wurde, räumte Vater Michel ein, für Katar gestimmt zu haben.
Am 4. Oktober 2013 gab das FIFA-Exekutivkomitee bekannt, die Entscheidung über eine Verschiebung der WM in den Winter erst nach der Austragung 2014 treffen zu wollen. Es wurde beschlossen, ein Konsultationsverfahren durchzuführen, in dem man mit allen Beteiligten spricht.
Gegen eine Verlegung in den Winter hatte sich der internationale Ski-Verband FIS ausgesprochen, der eine gemeinsame Resolution der anderen Wintersportverbände gegen die WM im Winter anstrebte, und auch das IOC befürchtete eine Kollision mit den damals noch nicht vergebenen Winterspielen 2022. Am 9. November 2013 schloss FIFA-Präsident Blatter eine Austragung im Januar oder Februar aus Respekt gegenüber der Olympischen Familie und Organisation aus.
Am 24. Februar 2015 gab die FIFA-Arbeitsgruppe für den internationalen Spielkalender 2018–2024 nach sechsmonatigen Konsultationen und drei Sitzungen bekannt, dass „der Zeitraum Ende November bis Ende Dezember als tragfähigste Lösung für die Austragung der FIFA Fußball-Weltmeisterschaft 2022 erachtet“ wird. Außerdem wurde eine verkürzte Turnierdauer vorgeschlagen. Das FIFA-Exekutivkomitee bestätigte den Vorschlag bei seiner Sitzung am 19./20. März 2015.

### Umweltbelastung und Greenwashing
Insgesamt rechnete die FIFA damit, dass durch die WM 3,6 Millionen Tonnen CO₂ in die Erdatmosphäre gelangen. Diese Zahl war aber laut Recherchen des Deutschlandfunks zu niedrig angesetzt. Die Emissionen, die anfielen, sollten mit CO₂-Zertifikaten kompensiert werden. Eine reelle CO₂-Ersparnis war jedoch fraglich und daher Greenwashing gegeben, weil Recherchen der Tagesschau ergaben, dass die Zertifikate Projekte unterstützten, die ohnehin umgesetzt worden wären.

### Menschenrechtslage
Die Menschenrechte gemäß der Allgemeinen Erklärung der Menschenrechte werden in Katar oftmals missachtet. Freedom House schätzt Katar grundsätzlich als nicht frei ein. Im Bericht „Freedom in the World 2021“ hatte Katar 7/40 Punkte bei den politischen Rechten und 18/60 Punkte bei den Freiheitsrechten, also insgesamt 25/100 Punkte (nicht frei). Nach Angaben von Menschenrechtsorganisationen wie Amnesty international ist Katar für verschiedene Menschenrechtsverletzungen und Diskriminierungen verantwortlich, insbesondere in den Bereichen Umgang mit Niedriglohnmigranten, Frauenrechte, Religionsfreiheit, Bürgerrechte, Pressefreiheit und Körperstrafen.
Seit die WM an Katar vergeben wurde, waren viele Menschenrechtsfragen vermehrt ein Thema in den internationalen Medien und von Menschenrechtsorganisationen. Der Antrag der dänischen Nationalmannschaft, auf einem Trainingsshirt „Menschenrechte für alle“ zu fordern, wurde von der FIFA abgelehnt.
Im Oktober 2022 leitete die französische Justiz Ermittlungen wegen der Verletzung der Grundrechte von Gastarbeiterinnen und Gastarbeitern in Katar ein. Die Menschenrechtsgruppe Sherpa habe gerichtliche Untersuchungen gegen das Unternehmen Vinci Construction Grands Projects, eine Tochter des Baukonzerns Vinci, ausgelöst. Die Organisation hatte bereits 2019 zusammen mit der Organisation Komitee gegen moderne Sklaverei und mehreren Gastarbeitern Klage gegen die Firma eingereicht.

#### Arbeitsbedingungen
Die Situation der ausländischen Bauarbeiter wurde von internationalen Medien und Menschenrechtsorganisationen wiederholt kritisiert. Viele Bauarbeiter sind in kleinen und unhygienischen Unterkünften untergebracht, Löhne werden teilweise monatelang nicht ausbezahlt, Reisepässe werden bei der Ankunft in Katar abgenommen. Die britische Tageszeitung The Guardian berichtete im September 2013 über die Ausbeutung nepalesischer Gastarbeiter in Katar. Zwischen dem 4. Juni und dem 8. August 2013 seien 44 Gastarbeiter ums Leben gekommen, die Hälfte davon aufgrund von Herzversagen oder bei Arbeitsunfällen, die auf brutale Arbeitsbedingungen auf den Baustellen zurückzuführen seien. Die FIFA hat mitgeteilt, sich bei den Behörden in Katar um Aufklärung der Vorwürfe zu bemühen. Zudem teilte die FIFA mit, die Berichte des Guardian beim Treffen des FIFA-Exekutivkomitees am 3. und 4. Oktober 2013 als Punkt der Tagesordnung zu diskutieren. Als Ergebnisse der Sitzung gab Blatter bekannt, dass die FIFA „die Augen nicht verschließen“ werde, stellte aber auch fest, dass „die Verantwortung für die Arbeitsrechte bei den Unternehmen“ läge. Er nahm Katar in die Pflicht einzugreifen.
Am 17. November 2013 berichtete die Menschenrechtsorganisation Amnesty International nach einer Untersuchung der Arbeitsbedingungen in Katar von einer systematischen Ausbeutung von Gastarbeitern in der Baubranche und Fällen von Zwangsarbeit. Amnesty legte darüber einen 153-seitigen Bericht vor. Außerdem wurde eine internationale Petition an die Verantwortlichen in Katar gestartet. In einer Sonderbeilage des Amnesty Journals (04–05/2014) wird unter Berufung auf Informationen aus der indischen Botschaft darüber berichtet, dass mehr als 450 Inder in den Jahren 2012 und 2013 auf Katars Baustellen ums Leben gekommen seien. Viele Gastarbeiter müssten auf die Auszahlung ihres Lohnes warten und deshalb betteln gehen, um sich mit Nahrung zu versorgen. Es komme angeblich auch immer wieder vor, dass sie von Vorgesetzten geschlagen und getreten werden. Aufgrund der gängigen Praxis der Arbeitgeber, die Pässe von Arbeitsmigranten unter Verschluss zu halten, ist es für die Betroffenen schwierig, sich Drangsalierungen durch einen Arbeitsplatzwechsel zu entziehen.
Hauptkritikpunkte einer im März 2014 veröffentlichten Studie des Internationalen Gewerkschaftsbundes an der Arbeitersituation waren pausenloses Arbeiten bei 50 °C Hitze, mangelnde Ernährung, fehlendes Trinkwasser, ungenügende Arbeitssicherheit, medizinische Unterversorgung und Gewalt gegen Arbeitende.
Nordkorea soll 3000 Arbeitssklaven nach Katar geschickt haben. 70 % ihres Gehalts soll von nordkoreanischen Vermittlungsagenturen einbehalten worden sein. Auf diese Weise versuche Nordkorea laut einem Bericht des Guardian an Devisen zu kommen.
Anfang Mai 2015 war eine vom Premierminister Katars eingeladene TV-Crew der BBC verhaftet und zwei Nächte festgehalten worden, nachdem sie die Arbeitsbedingungen der Gastarbeiter auch außerhalb der offiziellen Pressetermine hatte recherchieren wollen. Die Journalisten durften das Land nach zwei Wochen wieder verlassen, ihre Ausrüstung und das bereits entstandene Material blieben aber beschlagnahmt.
Amnesty International kritisierte im Mai 2015 zum wiederholten Male, dass die in Aussicht gestellte Abschaffung des Kafala-Systems, welches Gastarbeiter an einen privaten Bürgen bindet, noch immer nicht umgesetzt worden sei. Gegen unmenschliche Wohnverhältnisse, gesundheitsschädigende Arbeitsbedingungen und nicht ausbezahlte Löhne waren die Gastarbeiter im Kafala-System machtlos. Bis 2019 hatte sich an den schlechten Arbeitsbedingungen nichts geändert. Gemäß Amnesty International waren die Arbeitsbedingungen zu jenem Zeitpunkt „unverändert katastrophal“. Wenige Tage nach einem Bericht von Human Rights Watch über die Lebenssituation von Arbeitsmigranten in Katar im August 2020 beschloss Katar Arbeitsmarktreformen. So wurden Mindestlöhne eingeführt und ausbleibende Lohnzahlungen unter Strafe gestellt. Seit den Reformen können die Gastarbeiter auch ohne die Zustimmung jener Bürgen ihre Arbeitsverträge kündigen und in das Heimatland zurückreisen. Auch das Kafala-System wurde – de jure – abgeschafft. Human Rights Watch hatte zur juristischen Abschaffung des Kafala-Systems kritisiert, dass jenes System offiziell zwar abgeschafft ist, es de facto aber noch da sei.
Im November 2021 wurden zwei Journalisten des norwegischen Fernsehens NRK in Katar über 30 Stunden festgehalten. Sicherheitskräfte hätten offenbar auch Filmmaterial gelöscht. Die Reporter hatten versucht, über die Probleme der Gastarbeiter im Vorfeld der Fußball-Weltmeisterschaft 2022 zu berichten.
Auch nach der juristischen Abschaffung des Kafala-Systems berichtete Amnesty International im April 2022 von schwerwiegenden Menschenrechtsverletzungen in Form von Zwangsarbeit, die in direkter Verbindung mit der Ausrichtung der WM stünden. So habe Gastarbeiter-Personal, das für WM-Projekte und Veranstaltungen der FIFA abgestellt war, gegen ihren Willen und unter Androhung von Strafen bis zu 84 Stunden je Woche arbeiten müssen – mit dem Wissen der katarischen Regierung. Gegenüber Amnesty beklagten sich auch Gastarbeiter, dass ihnen über Monate freie Tage und Urlaub vorenthalten worden seien. Amnesty International resümierte im Hinblick auf die Abschaffung des für Menschenrechtsverstößen anfälligen Kafala-Systems, dass die „katarische Regierung nicht ernsthaft darum bemüht ist, ihre eigenen Gesetze umzusetzen und diejenigen zur Rechenschaft zu ziehen, die sie brechen“. Laut Amnesty wussten „viele der Sicherheitskräfte […] dass ihre Arbeitgeber gegen das Gesetz verstoßen, fühlten sich aber machtlos, dagegen vorzugehen“. Die Arbeiter hätten sich, obwohl körperlich und emotional erschöpft, immer wieder zum Dienst gemeldet, weil ihnen Geldstrafen, Kündigung oder sogar Abschiebung angedroht worden seien. Nach der Veröffentlichung des Amnesty-Berichts und der medialen Berichterstattung darüber, räumten die katarischen WM-Organisatoren die Ausbeutung ein und erklärten, dass diese „inakzeptabel“ seien und „eine Reihe von Maßnahmen ergriffen wurden, einschließlich der Aufnahme von Auftragnehmern in eine Beobachtungs- oder Schwarze Liste, um zu verhindern, dass sie an zukünftigen Projekten – einschließlich der Fifa Fußball-Weltmeisterschaft – arbeiten, ehe sie dem Arbeitsministerium für weitere Untersuchungen und Strafmaßnahmen gemeldet werden.“
Nach Angaben der Internationalen Arbeitsorganisation (ILO) gab es bei den Arbeiterrechten in Katar in den fünf Jahren vor der Weltmeisterschaft „enorme Fortschritte“. ILO verwies auf Reformen beim Kafala-System: Gastarbeiter bräuchten keine Erlaubnis ihres Arbeitgebers mehr, um das Land zu verlassen. Außerdem könnten Gastarbeiter den Arbeitgeber wechseln, ohne auf das Einverständnis des vorherigen Arbeitgebers angewiesen zu sein. ILO verwies darauf, dass sich diese Justizreformen in der Praxis durchgesetzt haben. So haben seit dem Jahr 2020 insgesamt 350.000 Gastarbeiter ihren Job gewechselt. „Arbeiter können nun bessere Bedingungen für sich aushandeln.“ Von der Einführung des monatlichen Mindestlohns von 1000 Qatar Riyal (umgerechnet etwa 270 Euro) hätten nach ILO 270.000 Gastarbeiter, unabhängig von Geschlecht und Berufsgruppe, „profitiert“. Das sei in jener Region der Welt „bislang einzigartig“. Eine Mindestlohnkommission werde laut ILO den Satz „künftig regelmäßig überprüfen“. Nach Angaben von ILO sind die Reformen „im Sinne der nationalen Vision 2030, die Katar ausgerufen hat, um die eigene Wirtschaft zu stärken“. Die katarische Regierung hat die ILO gebeten, ein dauerhaftes Büro in Katar einzurichten.
Nach zunehmenden internationalen Forderungen nach der Einrichtung von Entschädigungsfonds für die verstorbenen und verletzten Arbeiter bestätigte die FIFA erstmals am 17. Oktober 2022 Gespräche über Initiativen, „von denen Gastarbeiter in Katar noch weit nach der WM profitieren werden“. Die katarische Regierung lehnte jedoch den Vorschlag für einen Entschädigungsfonds ab und nannte ihn einen „Werbegag“. Bis zur WM weigerte sich Katar auch, die offenbar zahlreichen Todesfälle beim Bau der WM-Infrastruktur anzuerkennen.
Die Vizepräsidentin des EU-Parlaments Eva Kaili von der griechischen Partei PASOK hatte sich im November 2022 nach einem Besuch in Katar sehr positiv über die Entwicklung der Arbeiterrechte dort geäußert und wurde im Dezember 2022 wegen mutmaßlicher Korruption durch Katar festgenommen.

#### Tod von Arbeitsmigranten
Die extreme Hitze in Katar, der Mangel an Sicherheitsstandards, die problematische Situation bei den Unterkünften und weitere Faktoren haben offenbar vielen Bauarbeitern das Leben gekostet. Es gibt jedoch keinen Konsens darüber, wie viele ausländische Arbeiter tatsächlich im Zusammenhang mit den WM-Bauarbeiten ihr Leben verloren haben.
Laut der im März 2014 veröffentlichten IGB-Studie sollen im Zeitraum von 2011 bis 2013 von allen in Katar arbeitenden Indern und Nepalesen 1.200 gestorben sein, jährlich etwa 250 Inder und 170 Nepalesen. Eine Studie, die den Tod von 1300 nepalesischen Arbeitsmigranten im Zeitraum 2009 bis 2017 untersuchte, kam zu dem Ergebnis, dass 571 von ihnen an einem Herzinfarkt gestorben waren und viele dieser Tode durch angemessene Hitzeschutzmaßnahmen hätten verhindert werden können. Die BBC stellt klar, dass die IGB-Studie die verstorbenen Gastarbeiter fälschlicherweise als solche kennzeichnete, die auf Baustellen für die Weltmeisterschaft in Katar arbeiten. Jedoch stehen die Zahlen, auf die sich die IGB-Studie bezieht, für alle in Katar verstorbenen Gastarbeiter aus jenen Ländern. Denn schon vor Vergabe der WM hatte es einen Bau-Boom in Katar gegeben. Laut der BBC bezieht die IGB-Studie außerdem Tode jeglicher Art, wie z. B. Herzinfarkte in der Freizeit, in die Statistik mit ein. In Indien liegt die jährliche Todesrate tatsächlich noch weitaus höher, bei 1.000 pro 500.000 Männer im Alter von 25 bis 30 (junge Männer stellen den Großteil der Arbeiter in Katar dar). Im Vereinigten Königreich liegt die jährliche Todesrate bei Männern jener Altersgruppe bei 300 pro halber Million – die Rate liegt damit im Vergleich höher als jene aus Katar.
Nach im Februar 2021 erschienenen Recherchen des The Guardian starben seit der Entscheidung über den Austragungsort der Fußball-Weltmeisterschaft 2022 (d. h. im Zeitraum von 2011 bis Herbst 2020) mindestens 6751 Arbeitsmigranten aus Indien, Bangladesch, Nepal, Pakistan und Sri Lanka in Katar. Die Anzahl verstorbener Arbeitsmigranten aus den Philippinen und Kenia, die ebenfalls eine große Anzahl von Arbeitsmigranten stellen, sind in den Rechercheergebnissen nicht enthalten. Die prozentuale Verteilung der Todesursachen unterscheiden nach Herkunftsland. Jedoch war laut den staatlichen Statistiken der entsprechenden Herkunftsländer eine natürliche Todesursache die mit Abstand häufigste Begründung. Allerdings wurden/werden gestorbene Wanderarbeiter, deren Todesursache unklar ist, in Katar nicht obduziert. Verkehrsunfälle, Arbeitsunfälle, Suizide und Krankheiten sind als weitere Todesumstände genannt worden. Die Regierung von Katar gab zu Protokoll, dass die Zahl der Todesfälle – die sie nicht bestreitet – bei knapp zwei Millionen Arbeitsmigranten verhältnismäßig sei. Sheikh Thamer bin Hamad Al Thani, stellvertretender Direktor für Medienangelegenheiten des Regierungskommunikationsamtes, sagte in einem Interview mit der französischen Zeitung Le Figaro, „zu den Expatriates aus diesen Ländern gehören auch Studenten, ältere Menschen und Angestellte in Büros, Einzelhandelsgeschäften, Schulen und Krankenhäusern. Katar hat über 1,4 Millionen Expatriates aus diesen Ländern. Nur 20 % von ihnen sind als Arbeiter im Bausektor beschäftigt, der weniger als 10 % aller Todesfälle zwischen 2014 und 2019 ausmacht“. Sylvia Schenk von Transparency International behauptet, dass wenn man die Sterblichkeitsrate auf Deutschland relativieren würde, von 1 Million jungen Männern unter 25 Jahren in Deutschland auch 5600 in zehn Jahren sterben. Organisationen wie Amnesty International argumentieren jedoch, dass viele der Migranten, die zum Arbeiten nach Katar kommen, nicht nur jung und männlich, sondern auch gesund sind. „Wenn relativ junge und gesunde Männer nach vielen Arbeitsstunden in extremer Hitze plötzlich sterben, wirft dies ernste Fragen über die Arbeitsbedingungen in Katar auf“, meinte Katja Müller-Fahlbusch, eine Expertin bei Amnesty International. Die Menschenrechtsorganisation befragte auch in Nepal und Bangladesch die Familien von sechs Männern die in Katar gestorben sind. Die Familienmitglieder waren schockiert über den Tod der Männer und gaben an, ihre Angehörigen seien bei guter Gesundheit gewesen. Nach Angaben der Internationalen Arbeitsorganisation (ILO) sind die von The Guardian genannten 6500 gestorbenen Ausländer in Katar insoweit irreführend, als dass sie „nicht zwischen arbeitsbedingten und nicht arbeitsbedingten Todesfällen“ unterscheidet. Die The Guardian-Statistik schließe laut ILO Ausländer in Katar ein, „die nicht erwerbstätig sind“.
Nach unüberprüften offiziellen Angaben des WM-Organisationskomitees in Katar sind 37 Stadionbauarbeiter gestorben, von denen drei arbeitsbedingt waren. Es besteht jedoch Zweifel am Wahrheitsgehalt der Behauptung des Komitees. Katar baute auch andere Infrastruktur im Zusammenhang mit der WM, darunter einen neuen Flughafen, ein neues U-Bahn-System, eine Reihe neuer Straßen, etwa 100 neuen Hotels und eine ganz neue Stadt rund um ein Stadion. Hassan al-Thawadi, Generalsekretär des WM-Organisationskomitees in Katar, gab in einem Interview mit dem britischen TV-Sender Talk TV zu, dass bei Arbeiten für die WM-Infrastrukturprojekten nicht nur einige wenige, sondern „zwischen 400 und 500“ Arbeitsmigranten gestorben seien, eine genaue Zahl „wisse er nicht“.
Amnesty International veröffentlichte im August 2021 einen Bericht, nach dem 15.021 Nicht-Katarer zwischen 2010 und 2019 gestorben sind, wobei 70 % der Todesfälle nicht richtig aufgeklärt wurden. Es ist jedoch nicht bekannt, wie viele dieser Todesfälle im Zusammenhang mit dem Bau von WM-Infrastrukturprojekten standen.

#### Homosexualität und One-Love-Kapitänsbinde
Ein weiterer Einwand gegen die Vergabe der Spiele nach Katar in vielen westlichen Staaten ist, dass in Katar homosexuelle Handlungen unter Strafe stehen. Homosexuellen im Land droht daher alltäglich Diskriminierung und Verfolgung. Der katarische WM-Botschafter Khalid Salman bezeichnete in einem später abgebrochenen Interview mit dem ZDF Homosexualität als „geistigen Schaden“. Die Menschenrechtsorganisation Human Rights Watch warnte deshalb homosexuelle Personen vor einer Reise zur Fußball-Weltmeisterschaft in Katar.
Die deutsche sowie mehrere europäische Nationalmannschaften planten, bei der Weltmeisterschaft mit Armbinden in bunten Farben und der Aufschrift „One Love“ zu spielen, um sich gegen Ausgrenzung von LGBTQ+ Menschen, aber auch gegen Rassismus und Antisemitismus zu wenden. Die Farben ähneln denen der Regenbogenflagge, die ein Symbol der Lesben- und Schwulenbewegung ist. Politiker, Fanverbände, der CSD Deutschland e. V. und Human Rights Watch kritisieren das Symbol der Armbinde als schwach und unglaubwürdig. Die One-Love-Binde zeige, „welche Angst ihr als Verband vor FIFA und Sponsoren habt“. Frankreichs Kapitän Hugo Lloris stellte sich hinter den Präsidenten des französischen Fußballverbandes FFF, Noël Le Graët, der sich gegen die Binde ausgesprochen hatte, und trägt die Binde nicht. Die FIFA teilte zwei Tage vor Beginn des Turniers mit, dass das Tragen der „One Love“-Kapitänsbinde nicht den Regularien des Fußball-Weltverbandes entspricht und zu Sanktionen führen kann. Stattdessen sollen die Mannschaften die von ihr vorgegebenen Kapitänsbinden mit Mottos verwenden. Die FIFA verwies auch auf Artikel 13.8.1 der Ausrüstungsregeln, welche besagt, dass für FIFA-Finalwettbewerbe der Kapitän jeder Mannschaft eine von der FIFA gestellte Armbinde zu tragen hat. Nachdem die FIFA damit gedroht hatte, dass jeder mit der „One-Love“-Binde auflaufende Spieler eine Gelbe Karte erhält, teilten die acht beteiligten europäischen Verbände mit, auf das Tragen der Binde zu verzichten. Einige Experten bezweifelten, dass die Anweisung an die Schiedsrichter, das Tragen der „One Love“-Binde mit Gelb zu ahnden, vom Regelwerk gedeckt sei. Im Anschluss wurde Kritik am DFB laut, dass er vor der FIFA eingeknickt sei. Aus Protest trat die BBC-Expertin Alex Scott mit der One-Love-Binde vor laufender Kamera auf. Auch die Moderatorin des RTL-Magazins Exclusiv, Bella Lesnik, trug während ihrer Sendung die „One-Love“-Binde. ZDF-Kommentatorin Claudia Neumann trug während des Spiels Vereinigte Staaten gegen Wales eine Binde und ein T-Shirt mit Regenbogenfarben. Der Vorsitzende der REWE Group, Lionel Souque, nannte die Haltung des DFB zur „One-Love“-Binde „skandalös“. Die zum Konzern gehörende Supermarktkette Rewe setzte daraufhin mit sofortiger Wirkung die Partnerschaft mit dem DFB aus. Auch wurden die Preise für das offizielle Sammelalbum von Rewe zur Fußball-WM sowie die dazugehörigen Sticker gestrichen. Der bisherige Umsatz, der mit Sticker und Album gemacht wurde, wird nach Ablauf der Aktion vollständig für „gute Zwecke“ gespendet. Auf dem Mannschaftsfoto vor dem ersten Gruppenspiel hielten sich die Spieler der deutschen Mannschaft die Münder zu, was europaweit als klares Statement gegen das FIFA-Verbot der One-Love-Binde Beachtung fand. Allerdings sei der Großteil der Mannschaft gegen diese Geste gewesen und wollte sich auf das Sportliche konzentrieren. Die Politisierung der Mannschaft wurde auch in den Medien kritisiert. Nach drei Spielen und ihrem Ausscheiden wurde die deutsche Mannschaft im katarischen Fernsehen von einer Gesprächsrunde mit zugehaltenen Mündern und Abschiedswinken verabschiedet. Eine Binde, die Bundesinnenministerin Nancy Faeser beim ersten Spiel der deutschen Nationalmannschaft trug, soll in die Sammlung der Stiftung Haus der Geschichte aufgenommen werden.

#### Frauenrechte
In der Diskussion steht auch der Umgang mit den Frauenrechten vor Ort: Eine mexikanische Mitarbeiterin eines FIFA-Partners für die Vorbereitung der WM wurde wegen außerehelichen Geschlechtsverkehrs angeklagt. Zuvor, im Juni 2021, hatte die Frau eine Vergewaltigung durch einen lateinamerikanischen Bekannten angezeigt. Der von ihr Beschuldigte behauptete jedoch, in einer Beziehung mit ihr gewesen zu sein, woraufhin gegen beide wegen außerehelichen Geschlechtsverkehrs ermittelt wurde. In Katar, wo die Scharia Hauptquelle der Gesetzgebung ist, drohte beiden bei einer Verurteilung eine siebenjährige Haftstrafe, der Frau als Muslimin zudem 100 Peitschenhiebe. Das Strafverfahren gegen sie wurde Monate, nachdem sie Katar hatte verlassen dürfen, fallengelassen. Auch der Mann konnte Katar verlassen und kam nicht ins Gefängnis.

### Unterstützung von Terror
Im Juni 2017, als die Blockade von Katar (bis 2021) durch andere wesentliche arabische Staaten aufgrund von Katars angeblicher Unterstützung des islamistischen Terrorismus begann, meinte der damalige DFB-Präsident Reinhard Grindel, dass „sich die Fußballgemeinschaft weltweit ganz grundsätzlich darauf verständigen sollte, dass große Turniere nicht in Ländern gespielt werden können, die aktiv den Terror unterstützen“.
Nach dem Zusammenbruch der Islamischen Republik Afghanistan am 17. August 2021 flog die Luftwaffe von Katar den Vizechef der Taliban und Leiter des politischen Büros, Mullah Abdul Ghani Baradar, zurück nach Afghanistan. In Deutschland wurden danach wieder Rufe nach einem Boykott der Weltmeisterschaft 2022 laut.

### Probleme bei Generalprobe
Wenige Monate vor Start der Fußball-WM fand die Generalprobe im Lusail-Stadion, dem Stadion des WM-Finales, statt. Die Partie zwischen al-Hilal aus Saudi-Arabien und al-Zamalek aus Ägypten fand im erstmals fast ausverkauften Stadion am 9. September statt. Nach Informationen der Nachrichtenagentur Reuters soll es bereits zur Halbzeit bei 34 Grad Außentemperatur kein Wasser mehr für die Zuschauer gegeben haben, zudem chaotische Zustände beim Verlassen des Stadions, da die nur für die WM gebaute U-Bahn nach kurzer Zeit überlastet gewesen sei und Fans stundenlang in der Hitze warteten.

### Bezahlte Fans
Anfang November 2022 berichtete die Sportschau, dass das katarische WM-Organisationskomitee (WM-OK) rund 450 Fans aus 59 Ländern für das gesamte Turnier nach Katar eingeladen hat. Ihnen werden die Flüge, die Unterkunft, die Teilnahme an zahlreichen Aktivitäten vor Ort und ein Taschengeld von täglich 250 Riyal (ca. 70 Euro) bezahlt. Die beteiligten Fans verpflichten sich in einem Vertrag, die WM positiv vor Ort und in den sozialen Netzwerken zu unterstützen, zudem nicht negativ über Katar, das Organisationskomitee oder die WM zu berichten, und sollen so für positive Bilder sorgen. Weniger als eine Woche vor Beginn der Weltmeisterschaft strich das WM-OK den 450 eingeladenen Fans das versprochene tägliche Taschengeld mit der Begründung, dass man sie vor der „irrtümlichen, falsch informierten Behauptung schützen“ wolle, dass sie „bezahlte Fans“ seien. In einem Schreiben vom 15. November 2022 fordert das WM-OK die eingeladenen Fans auf: „Bringt Bargeld mit.“ Und erklärt ferner: „Wir haben von Anfang an darum gebeten, dass alle Reisenden genug Geld zur Verfügung haben, um ihre Grundkosten zu bezahlen.“
Berichtet wurde außerdem über inszenierte Fanmärsche, bei denen unter anderem indische Gastarbeiter als brasilianische oder deutsche Fans verkleidet gewesen waren.

### Rasenanbau in der Wüste
Nahe Doha wird seit 2021 mitten in der Wüste auf einer Fläche von mehr als 800.000 Quadratmetern der Rasen für die acht Stadien und 41 Trainingsplätze der Fußball-WM angebaut. Bis zu 5000 Kubikmeter Wasser werden zur Bewässerung pro Tag benötigt. Anfang 2021 beschloss der ursprünglich vorgesehene Lieferant, der niederländische Rasen-Produzent Hendriks Graszoden, aufgrund des Berichts des Guardians über 6.500 verstorbene Arbeitsmigranten, keinen Rasen für die Weltmeisterschaft zu liefern. Daher fliegt Katar 140 Tonnen Saatgut pro Jahr aus den USA in klimatisierten Flugzeugen ein, um in der Wüste mithilfe von gasbetriebenen Meerwasserentsalzungsanlagen Rasenflächen anzubauen. Der auf 144 Feldern angebaute Rasen wird für acht Stadien und 136 Trainingsplätze benötigt und verbraucht 10.000 Liter Wasser pro Tag und Feld im Winter und 50.000 Liter Wasser pro Tag und Feld im Sommer.

### Zensur und Einschränkungen der Filmrechte
Im Oktober 2022 gab Gastgeber Katar eine Liste mit Auflagen für die Medien heraus, die von allen Presse- und Fernsehteams unterschrieben werden müssen, um eine Drehgenehmigung zu erhalten. Diese Liste enthält massive Zensuren, da zahlreiche Orte und Situationen nicht gefilmt werden dürfen, darunter die Unterkünfte von Gastarbeitern, Einheimische in ihren Privaträumen, Regierungsgebäude, Kirchen, Universitäten, Krankenhäuser und bei Privatunternehmern.

### Frauenfußball
Die katarische Fußballnationalmannschaft der Frauen wurde 2009 kurz vor der WM-Vergabe gegründet, da FIFA-Regularien vorschreiben, dass WM-Bewerber sowohl Männer- als auch Frauennationalmannschaften gleichermaßen halten und fördern müssen. Kritisiert wird vor allem, dass die Nationalmannschaft vor dem Hintergrund der Frauenrechtssituation nur kurzfristig zum Schein aktiv gewesen sei, da diese schon seit vielen Jahren kein einziges Spiel mehr absolviert hat (letztes Spiel 2014) und daher auch nicht mehr auf der FIFA-Weltrangliste geführt wird.
Während der WM trainierten die deutschen Spieler mit einer Auswahl lokaler Mädchen, um den Mädchen- und Frauenfußball im Land zu fördern. Kritisiert wurde jedoch, dass das Team nicht mit hauptsächlich einheimischen katarischen Mädchen trainierte, die noch Unterstützung benötigten, so wie im Vorfeld der Eindruck erweckt worden war, sondern insbesondere mit Mädchen aus anderen Ländern wie dem Libanon, den Vereinigten Staaten, Frankreich, Tunesien, Ägypten, Schweden und Indien. Hauptsächlich handelte es sich um Kinder von dort arbeitenden ausländischen Eltern und Mitgliedern der Akademie von Paris Saint-Germain in Katar.

### Alkoholregeln und FIFA-Kontrolle
Ursprünglich war vorgesehen, dass der Hauptsponsor der Weltmeisterschaft, Budweiser, der etwa 75 Millionen Euro Sponsorengelder für die Weltmeisterschaft bereitstellt, drei Stunden vor bis eine Stunde nach jedem Spiel alkoholisches Bier innerhalb des Ticketbereichs vor jedem der acht Stadien verkaufen darf. So ist es in den FIFA-Statuten geregelt. Wenige Wochen vor Beginn der Weltmeisterschaft beschloss die katarische Regierung auf Weisung der katarischen Königsfamilie, dass die Verkaufsstellen zu weniger offensichtlichen Orten am Stadion umplatziert werden. Wenige Tage vor Beginn der Weltmeisterschaft beschloss die katarische Regierung schließlich, entgegen den ausgehandelten Verträgen, den Ausschank von alkoholischem Bier vor den Stadien zu verbieten. Von dem Verbot nicht betroffen sind die Luxussuiten in den Stadien, in denen sich FIFA-Funktionäre und andere wohlhabende Gäste aufhalten. Diese Umgestaltung, bei der die FIFA keine Mitsprache hatte, wirft laut The New York Times die Frage auf, inwieweit die FIFA noch die Kontrolle über die Ausrichtung des Turniers hat. Keinen Einfluss habe die Entscheidung auf das offizielle Fifa Fan Festival im Al Bidda Park im Zentrum von Doha. Ausschließlich dort dürfen Fans ab 18:30 Uhr Ortszeit alkoholhaltige Getränke in der Öffentlichkeit zu sich nehmen.
In Katar sind alkoholische Getränke, trotz islamischer Gesetzgebung, nicht generell verboten. Jedoch stehen Alkoholkonsum und Trunkenheit in der Öffentlichkeit unter Strafe bzw. sind verboten. Alkohol wird nur an Nicht-Muslime über 21 Jahren in lizenzierten Restaurants, Bars und in ausgewählten, hochpreisigen Hotels ausgeschenkt. Es gibt einen Spirituosenladen in Katar, der nur für nicht-muslimische Einwohner zugänglich ist.

### Hacking von Kritikern und Ausspähung von Fans
Kritiker der WM wurden von staatlichen Behörden gehackt.
Um in Katar einreisen zu können und Einlass in die Stadien zu bekommen, waren zwei spezielle Apps namens Ehteraz und Hayya Card auf dem Smartphone zu installieren. Diese greifen durch Zugriff auf den Standort, Bluetooth- und WLAN-Verbindungen und den Speicher des Telefons in die Privatsphäre der Nutzer ein, zudem werden deren Daten zentral gespeichert.

### Übergriffe auf Fans mit politischen Botschaften und Ticketstornierungen
Videoaufnahmen belegen, dass Fußballspielbesucher mit politischen Botschaften, etwa mit Mahsa-Amini-Trikot oder alternativen bzw. manipulierten Flaggen Irans, bedrängt und teils gewaltsam aus dem Stadion entfernt wurden. Vor dem Hintergrund der iranischen Proteste gegen die eigene Staatsführung und der engen Beziehungen Katars mit der iranischen Staatsführung, hat Katar der iranischen Staatsführung einer geleakten Tonaufnahme zufolge angeboten, Tickets von bestimmten iranischen Personen auf Wunsch des iranischen Regimes zu stornieren.

## Boykottaufrufe und Proteste
Die Durchführung der Weltmeisterschaft 2022 in Katar, die von Amnesty International ein „World cup of shame“ genannt wird, führte nicht nur zu Kritik, sondern auch zu Boykottaufrufen.
Als Reaktion auf die Blockade Katars durch arabische Staaten wegen der angeblichen Unterstützung des islamistischen Terrorismus durch die katarische Regierung sagte der damalige DFB-Präsident Reinhard Grindel im Juni 2017, dass „sich die Fußballgemeinschaft weltweit ganz grundsätzlich darauf verständigen sollte, dass große Turniere nicht in Ländern gespielt werden können, die aktiv den Terror unterstützen“, und dass sich der DFB mit der UEFA und der Bundesregierung darüber abstimmen werde, ob ein Boykott der WM 2022 in Katar in Betracht zu ziehen sei.
Das dänische Parlament Folketing sollte durch eine Petition zur Debatte über die Teilnahme der Nationalmannschaft aufgefordert werden.
In Deutschland riefen die Fußballbuchautoren Dietrich Schulze-Marmeling und Bernd-M. Beyer zu einem Boykott auf. Der DFB, die Nationalspieler und Trainer, Fernsehsender und andere Medien sowie Firmen und die Fußballfans sollten ihren Widerstand formulieren und zeigen.
Einem in Norwegen vom Fußballverein Tromsø IL gestarteten Aufruf zum Boykott an die norwegische Fußballvereinigung schlossen sich einige weitere norwegische Fußballvereine an, auch Rosenborg Trondheim. Der norwegische Fußballverband hat am 20. Juni 2021 eine Sonderversammlung zur Frage eines Boykotts abgehalten und den Boykott ausgeschlossen. 49 Prozent der Norweger seien laut einer Umfrage der Zeitung Verdens Gang für einen Boykott und 29 Prozent dagegen.
Nachdem der Guardian im Februar 2021 Statistiken zu verstorbenen Arbeitsmigranten veröffentlicht hatte, entschied die niederländische Großgärtnerei Hendriks Gras, die die Rasen für die Stadien ursprünglich liefern sollte, den Ausrichter der WM nicht zu beliefern.
Sowohl die deutsche, die österreichische als auch die norwegische Fußballnationalmannschaft starteten Protestaktionen mithilfe von Plakaten, T-Shirts etc. gegen die Fußball-Weltmeisterschaft 2022 in ihren drei Qualifikationsspielen im März 2021. Während Norwegen mit T-Shirts mit der Aufschrift „Human Rights – on and off the pitch“ ins Stadion einlief, lief die deutsche Nationalmannschaft drei Mal mit verschiedenen Aktionen ein. Im Spiel gegen Island trug jeder Spieler einen Buchstaben der Aufschrift „Humanrights“, im Spiel gegen Rumänien trugen die Spieler ihre Trikots verkehrt herum, um auf die 30 Artikel der Menschenrechte (beschlossen am 10. Dezember 1948 von den Vereinten Nationen) aufmerksam zu machen, und im Spiel gegen Nordmazedonien zeigten sie ein Banner mit der Aufschrift „Wir für 30“ beim Mannschaftsfoto.
Während des Nations-League-Spiels zwischen den Mannschaften Deutschlands und Italiens am 14. Juni 2022 in Mönchengladbach protestierten Fans auf der Tribüne mit einem Transparent gegen die Weltmeisterschaft und riefen zum Boykott auf. Die Aktion zog eine Polizeikontrolle der Beteiligten nach sich und erregte große mediale Aufmerksamkeit.
Im Zusammenhang mit der Austragung der FIFA WM 2022 protestierten der Osnabrücker Künstler Volker-Johannes Trieb sowie die Verbände AWO International und AWO Bezirk Westliches Westfalen vor der FIFA-Zentrale in Zürich im April 2022 gegen die menschenverachtenden und grausamen Bedingungen der Arbeitsmigranten in Katar.

## Sonstiges

### FIFA World Cup Qatar 2022 LLC
Als Verwaltungsratspräsident der FIFA World Cup Qatar 2022 LLC, einem Joint Venture zwischen Katar und der FIFA, amtet Hassan al-Thawadi. Der FIFA gehören 51 Prozent der Firmenanteile. Laut Recherchen des Schweizer Radio und Fernsehens, hat Katar die Funktionäre der FIFA über Jahre hinweg ausspioniert, um die WM nicht zu verlieren. Dazu wurde die Firma Global Risk Advisors engagiert.

### Antrag auf Ausschluss von Ecuador
Im September 2022 reichten die Fußballverbände von Chile und Peru einen Antrag auf den Ausschluss von Ecuador von der Fußball-WM 2022 ein, mit der Begründung, dass der ecuadorianische Außenverteidiger Byron Castillo mit falschen Ausweispapieren in der WM-Qualifikation eingesetzt worden sein soll und daher nicht spielberechtigt gewesen wäre. Die Disziplinarkommission der FIFA lehnte diesen Antrag ab und die FIFA-Berufungskommission wies auch den Einspruch dagegen ab, da „der Spieler die dauerhafte Staatsbürgerschaft Ecuadors gemäß Art. 5 Abs. 1 der Ausführungsbestimmungen zu den FIFA-Statuten besitzt“. Ecuador hat am 20. November das Eröffnungsspiel gegen Gastgeber Katar bestritten. Chile legte gemeinsam mit Peru gegen die Entscheidung Berufung vor dem Internationalen Sportgerichtshof (CAS) ein. Diesem gab der CAS jedoch nicht statt: An der Staatsangehörigkeit Castillos bestehe aufgrund der Dokumente ecuadorianischer Behörden kein Zweifel, doch wurde gegen Ecuador eine Geldstrafe von etwa 100.000 Euro und ein Abzug von drei Punkten für die folgende WM-Qualifikation zur Weltmeisterschaft 2026 verhängt, da die Angaben zum Datum und Ort der Geburt von Castillo nicht den Tatsachen entsprechen würden.

### Forderung des Ausschlusses des Iran
Infolge des Todes von Mahsa Amini am 16. September 2022 in Teheran und den darauf folgenden Protesten im Iran, wurde u. a. von der iranischen Frauenrechtsbewegung Open Stadiums von der FIFA gefordert, die Mannschaft des Staates von der Weltmeisterschaft auszuschließen.
Beim Spiel der iranischen Mannschaft gegen England solidarisierte sich diese mit den Protesten in ihrem Heimatland dadurch, dass sie während des Abspielens der Nationalhymne schwiegen.

### Forderung des Ausschlusses der USA
Der Fußballverband der USA zeigte am 26. November 2022 in den sozialen Netzwerken statt der iranischen Flagge eine modifizierte Flagge, ohne das Symbol für die islamische Republik in der Mitte. Daraufhin verlangten staatliche Medien des Iran, die USA von der Weltmeisterschaft auszuschließen.

### Lange Nachspielzeiten
Auf Weisung der FIFA berücksichtigen die Schiedsrichterteams bei der Berechnung der Nachspielzeit penibel die bei jeder Spielunterbrechung (u. a. bei Fouls, Auswechslungen, Verletzungen, Reklamationen und Torjubel) vergangene Zeit, um diese nachspielen zu lassen. Das aktive Spiel solle laut FIFA-Schiedsrichterchef Pierluigi Collina auch tatsächlich 45 Minuten dauern. Bereits in den ersten Spielen der Fußball-WM 2022 kamen durch diese inoffizielle Reform bis zu 29-minütige Nachspielzeiten zustande (beide Halbzeiten addiert).

### Argentinische Siegesfeier in Buenos Aires
Die Siegesfeier der argentinischen Mannschaft fand am 20. Dezember 2022 in Buenos Aires statt. Rund fünf Millionen Menschen wollten die Mannschaft bei 30 °C feiern. Aufgrund der großen Menschenmenge wurde die Fahrt des Busses mit den Spielern abgebrochen; die Mannschaft überflog schließlich die Fans mit einem Helikopter.
Am Abend kam es zu Ausschreitungen, bei denen die Polizei im größeren Maße eingriff.

## Rekorde und andere Statistiken
- Katar ist der erste WM-Gastgeber, der das Eröffnungsspiel verlor[203] sowie der erste Gastgeber, der die ersten beiden Gruppenspiele verlor und der erste Gastgeber, dessen Ausscheiden bereits nach dem zweiten Gruppenspiel feststand, der erste Gastgeber, der mit drei Niederlagen (d. h. null Punkten) ausschied, sowie der zweite Gastgeber (nach Südafrika 2010) überhaupt, der nach der Gruppenphase ausschied.[204]
- Cristiano Ronaldo (Portugal) verwandelte in der 65. Minute einen Strafstoß zum 1:0-Zwischenstand beim 3:2-Sieg gegen Ghana, er ist damit der einzige Spieler, der bei fünf WM-Turnieren einen Treffer erzielte.[205]
- Erstmals in der WM-Geschichte mit 32 Teilnehmern (was seit 1998 der Fall ist) konnte kein Team alle drei Gruppenspiele der Endrunde gewinnen.[206]
- Im Viertelfinal-Spiel Niederlande gegen Argentinien vergab Schiedsrichter Antonio Mateu Lahoz 18-mal die gelbe Karte, gegen 15 Spieler sowie gegen Argentiniens Trainer Lionel Scaloni und Co-Trainer Walter Samuel. Denzel Dumfries bekam zudem eine zweite gelbe Karte, und somit Gelb-Rot, nach dem Elfmeterschießen. Mit 18 gelben Karten stellte die Partie einen neuen WM-Rekord auf, der bisherige lag bei gesamt 16 gelben Karten in den Partien Kamerun gegen Deutschland 2002 sowie dem später als Schlacht von Nürnberg bezeichneten Portugal gegen die Niederlande 2006.[207]
- Durch den 1:0-Viertelfinalsieg über Portugal ist Marokko das erste Team des afrikanischen Kontinents, das ein Halbfinale bei einer WM erreichte.[208]
- Cristiano Ronaldo stellte mit seinem 196. Einsatz im WM-Viertelfinale gegen Marokko den Rekord von Bader al-Mutawa aus Kuwait als Weltrekordnationalspieler ein.[209]
- Mit Argentinien gewann zum zweiten Mal (nach Spanien 2010) eine Mannschaft den Weltmeistertitel, die zuvor ihr Auftaktspiel verloren hatte.
- Lionel Messi übertraf die zuvor von Lothar Matthäus seit 1998 gehaltene Rekordmarke von 25 gespielten WM-Spielen im Finale und steht bei 26 WM-Einsätzen.[210]
- Zum ersten Mal seit 1998 erreichte der Titelverteidiger (Frankreich) das Finale, damals war dies Brasilien gelungen. In beiden Fällen verlor der Titelverteidiger das Finale. Frankreich ist außerdem der erste Titelverteidiger seit 2006, der die Gruppenphase überstand und sich somit dem „Weltmeisterfluch“ entziehen konnte; bei den letzten drei WM-Turnieren waren die Titelverteidiger bereits nach der Gruppenphase ausgeschieden.
- Zum dritten Mal nach 1994 und 2006 musste das Finale im Elfmeterschießen entschieden werden. Beim Finale 2006 war es ebenfalls die französische Mannschaft, die das Elfmeterschießen verlor. Jedes Mal unterlag dabei eine europäische Mannschaft (1994 Italien gegen Brasilien, 2006 Frankreich gegen Italien).
- Alle K.-o.-Spiele wurden entweder in der regulären Spielzeit oder im Elfmeterschießen entschieden; es gab kein Spiel, welches in der Verlängerung entschieden wurde. Das gab es bei K.-o.-Phasen, die mit einer Achtelfinalrunde beginnen (1934, 1938 und seit 1986), noch nie.
- Bei zwei Vorrundengruppen war die Zusammensetzung der Mannschaften bis auf je eine Mannschaft auch bei der vorangegangenen WM 2018 existent: Frankreich, Australien und Dänemark (Gruppe D) spielten auch 2018 in einer Gruppe (Gruppe C), damals mit Peru statt Tunesien. Ebenso spielten Brasilien, die Schweiz und Serbien (Gruppe G) bereits 2018 in einer Gruppe (Gruppe E), damals mit Costa Rica statt Kamerun. Dabei auftretende Kuriosa waren, dass das Vorrundenspiel Brasilien gegen Serbien 2018 und 2022 vom selben Schiedsrichter (dem Iraner Alireza Faghani) geleitet wurde, beide Spiele mit dem gleichen Ergebnis endeten (2:0 für Brasilien) und in beiden Partien drei Serben mit einer gelben Karte verwarnt wurden.

### Dokumentationen
- ARD: Katar – WM der Schande (Sport inside-Dokumentations-Serie des WDR, 7. Oktober 2022, 4 Teile à 30 Minuten)
- ARD: WM der Lügen – wie die FIFA Katar schönredet (Dokumentation, 14. November 2022, 30 Minuten)
- ZDF: Geheimsache Katar (Dokumentation von Julia Friedrichs und Jochen Breyer, 17. November 2022, 45 Minuten)
- ZDF: Die Skandal-WM – Wie Katar den Fußball kauft (Dokumentation, 17. November 2022, 45 Minuten)

Podcast:
- ARD: Die WM-Sklaven – Folge 1: Heimreise im Sarg / Folge 2: Gefangen in Katar / Folge 3: Kritik unerwünscht / Folge 4: Ein Insider packt aus (Sport inside-Podcast-Serie des WDR, November 2022, 4 Folgen à 30–50 Minuten)